# Махачкала
Махачкала́ (до 1921 года — Петро́вск) — город на юге России (на Кавказе), расположенный на берегу Каспийского моря. Столица Республики Дагестан. Третий по численности населения город Северного Кавказа и крупнейший город Северо-Кавказского федерального округа.
Образует городской округ город Махачкала. Является ядром миллионной Махачкалинско-Каспийской агломерации.

## Название
Город был основан в 1844 году как Петровское укрепление. Название было связано с тем, что, по преданию, во время Персидского похода в 1722 году на этом месте находился лагерь армии Петра I. В 1857 году город был переименован в Петровск.
С марта по апрель 1918 года, а также с ноября 1918 года по март 1920 года в ходе Гражданской войны город удерживался антибольшевистскими силами и именовался Шамиль-кала в честь имама Шамиля.
В 1922 году был переименован в Махачкала (до 1950-х годов часто писали — Махач-Кала); название было дано в честь одного из организаторов советской власти в Дагестане — Магомеда Али (Махача) Дахадаева (1882—1918). Название происходит от «Махач» — сокращённой формы имени «Магомед», и от «-кала́» в значении «город, крепость».

## История

### Ранняя история
За обладание «дагестанским коридором» в своё время боролись гунны, персы, арабы. Немаловажную роль в истории борьбы за обладание этим коридором сыграл город Тарки, расположенный недалеко от современной Махачкалы. Под названием «Таргу» он впервые упоминается в VIII веке у армянского историка Гевонда.
Тарки был известен уже с XV века как торговый центр, через который проходил караванный путь на город Дербент — один из древнейших городов мира. Под именем Инджи населённый пункт известен со Средневековья.

### В составе Российской империи
В 1844 году на холмистом взгорье Анджи-Арка было заложено укрепление Петровское, названное так в память о пребывании в этих местах Петра I в 1722 году во время Персидского похода. Сам термин Анжи в переводе с кумыкского означает «жемчуг/жемчужный». В 1857 году оно получило статус города и название Петровск.
В 1870 была построена искусственная гавань и порт.
В 1894—1896 город был соединён железными дорогами с Владикавказом и Баку.
Первым промышленным предприятием города был построенный в 1876 году пивоваренный завод. В 1878 году начала работать первая типография. Позднее построены две табачные фабрики.
В конце XIX и начале XX веков началось интенсивное развитие города. Построена железная дорога Ростов-на-Дону — Баку, по которой было открыто движение поездов до Петровск-Порта.
К 1897 году население города увеличилось более чем в четыре раза и превышало 8,7 тысячи человек.

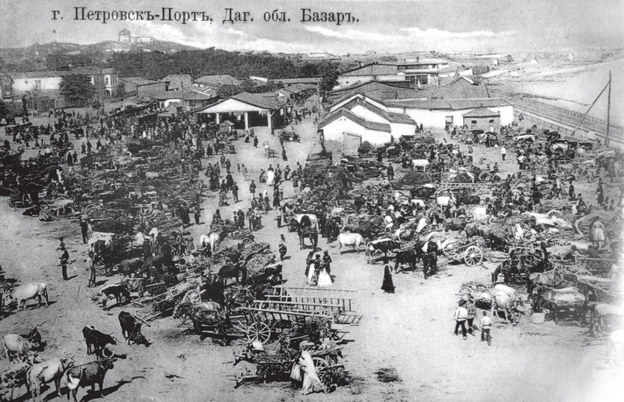
Петровск-Порт (Махачкала) в начале XX века

В 1900 году завершили строительство крупнейшего предприятия города бумагопрядильной фабрики акционерного общества «Каспийская мануфактура» (в советский период — фабрика имени III Интернационала).
В 1914 году был построен небольшой нефтеперегонный завод. Численность населения увеличилась и превысила 24 тысячи человек, город занял первое место среди городов Дагестана как по численности населения, так и по экономическому значению. Административно-политическим центром Дагестанской области оставался город Темир-Хан-Шура. 
В конце 1915 года вступила в строй железнодорожная линия Петровск — Темир-Хан-Шура, соединявшая город с нагорным Дагестаном.
В конце XIX — начале XX веков в Петровске были построены нефтеперегонный и бондарный заводы, бумагопрядильная и табачная фабрики, железнодорожные мастерские.
В Петровске было только четыре улицы — Барятинская (ныне Буйнакского); Привольная (ныне Даниялова ← Маркова ← Садовая ← Привольная); Соборная (ныне Манташева ← Оскара ← Октябрьская ← Соборная) и Инженерная (ныне Р. Гамзатова ← В. И. Ленина ← Комсомольская ← Инженерная). Улицы в центральной части были вымощены булыжником и освещались керосиновыми фонарями. Здесь были каменные и кирпичные дома, в которых жили чиновники, офицеры и священнослужители, богатые горожане. На главной улице — Барятинского — размещалась гостиница «Гуниб» на 25 мест, несколько магазинов, аптека, кинотеатр «Прогресс», а на месте, где сейчас находится Госбанк (Центробанк РФ), был постоялый двор. На остальных улицах царила непролазная грязь, а летом — пыль, тучи мух и комаров. От бани, располагавшейся в доме № 1 по улице Малыгина и снесённой лишь только в 2004 году, была прорыта канава, по которой грязная вода стекала в море. Даже площадь у собора, где сейчас находится Правительственный дом, представляла захламлённую и неблагоустроенную территорию. В городе была всего одна библиотека с тремя тысячами книг, зато было свыше двух десятков питейных заведений. Водоснабжения в городе не было, люди носили воду в бочках.
После Октябрьской революции 1917 года, в годы гражданской войны город неоднократно переходил из рук в руки противоборствующих сторон. 18 ноября 1918 года градоначальником полковником Абдусаламом Магометовым был издан приказ о переименовании города в Шамиль-Калу. В марте 1920 года в Петровске окончательно была установлена советская власть, а с ней и городу вернулось историческое название.

### В советское время
На картах 1920-х годов одновременно с названием Петровск значилось «народное» название Анжи.
14 мая 1921 года приказом № 59 Дагестанского революционного комитета город Петровск-Порт переименован в Махачкала, в честь дагестанского революционера Махача Дахадаева (1882—1918). 15 декабря 1923 года Президиум ЦИК ДАССР объявил Махачкалу столицей ДАССР.

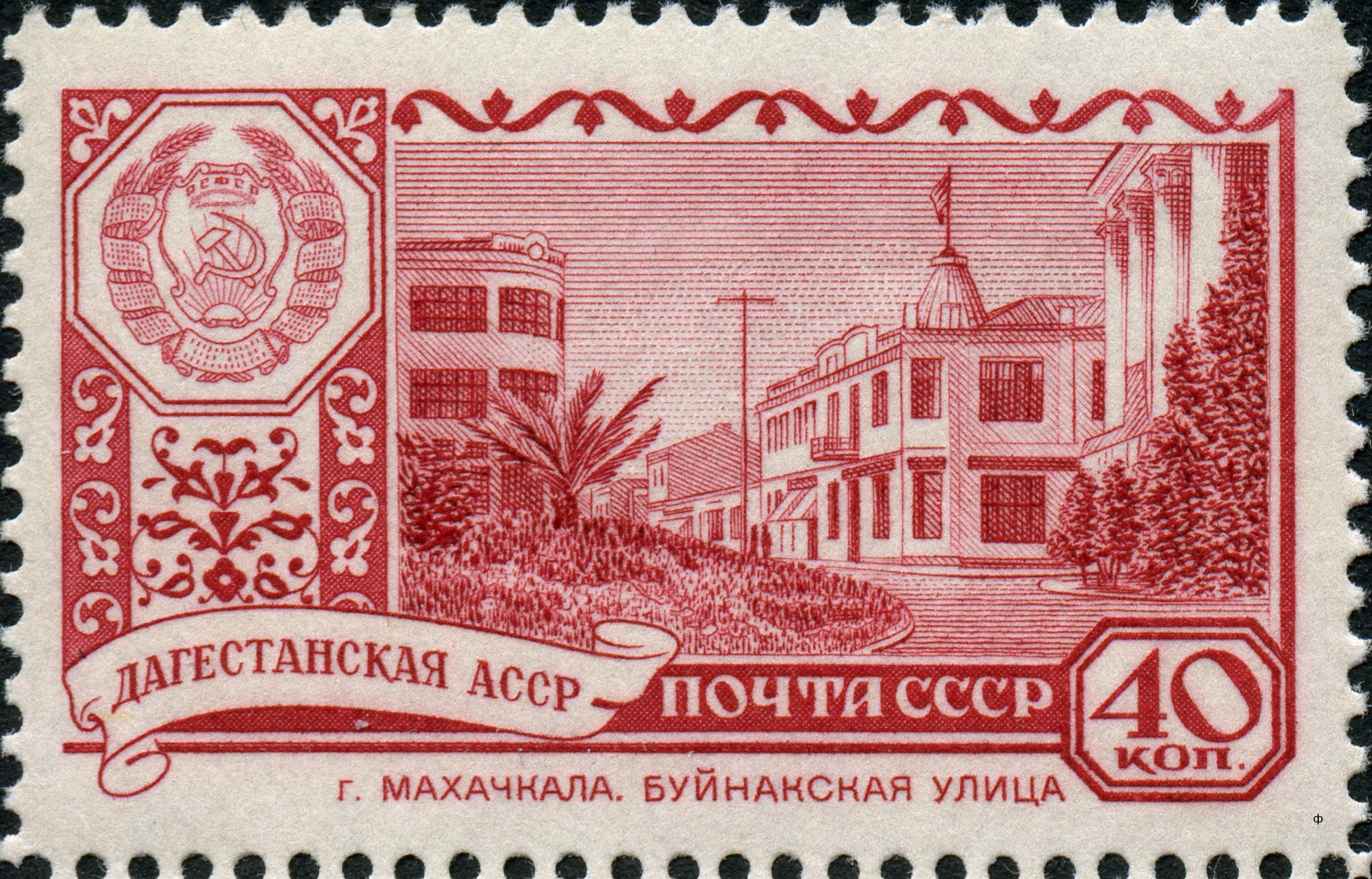
«Махачкала». Почтовая марка СССР

В середине 1930-х годов к городу был присоединён посёлок городского типа Петровск-Кавказский (ныне — микрорайон Махачкала-1).

#### 1930-е — 1980-е годы
В советское время столица Дагестана ускоренно развивалась, с 1930-х по 1980-е годы численность населения возросла более чем в 10 раз, были созданы основная социальная инфраструктура, современная система образования и базовые отрасли промышленности. Была решена проблема водоснабжения, были построены десятки медицинских учреждений, учреждений культуры, открыты высшие и средние учебные заведения. В формировании состава населения Махачкалы участвовали все народы Дагестана.
До 1952 года у Центральной площади города стоял Храм Великого князя Александра Невского. Храм был освящён 30 августа 1891 года. В 1952 году его постигла та же участь, что и многие религиозные постройки советской России — храм был снесён. В настоящее время на его месте расположено здание главы и правительства Республики Дагестан.

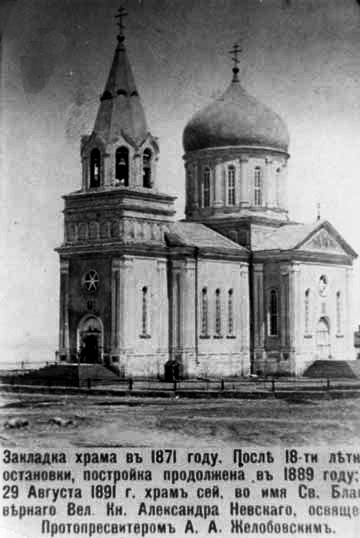
Александро-Невский собор

В годы Великой Отечественной войны 5 махачкалинцев были удостоены звания Героя Советского Союза.
Большие изменения во всех сферах жизни города произошли в послевоенные 1950—1970-е годы. Уже в 1969 году в Махачкале было 4 вуза: (Дагестанский государственный университет, сельскохозяйственный (ныне — Дагестанская государственная сельскохозяйственная академия), медицинский (ныне — Дагестанская государственная медицинская академия), и педагогический (ныне Дагестанский государственный педагогический университет) институты, 51 общеобразовательная школа, десятки библиотек с общим фондом более 1,4 млн книг, свыше 20 кинотеатров (большинство позже было переформировано). Высокими темпами развивалось гражданское строительство. Были размещены крупные промышленные объекты, среди них заводы им. М. Гаджиева, Машиностроительный (ныне «Авиаагрегат»), завод сепараторов, «Дагэлектромаш», Приборостроительный, «Стекловолокно», завод радиотоваров, «Эльтав», фабрики им. III интернационала, им. Крупской, рыбо-консервный комбинат им. Борцов Революции и другие.
В конце 1960-х в Махачкале на склоне горы Тарки-Тау планировалось установить фуникулёр, но позже проект свернули.
Махачкала сильно пострадала во время землетрясения 14 мая 1970 года.

#### Выселение кумыкского населения и расширение Махачкалы
12 апреля 1944 года было принято решение о переселении жителей Тарки, Кяхулай и Альбурикент на земли депортированных чеченцев. Большая часть высвобожденной земли распределили Махачкалинскому городскому совету (6243 из 8166 га), помимо колхозов горных районов и промышленных предприятий Махачкалы. После возвращения кумыкского населения в 1957 году земли колхозов восстановлены не были, личное имущество также было утеряно, многие дома таркинских кумыков были заняты переселёнными горцами из горных районов. Исторические памятники древнего города были уничтожены, из материалов выложена часть инфраструктуры Махачкалы.

### Конец XX века

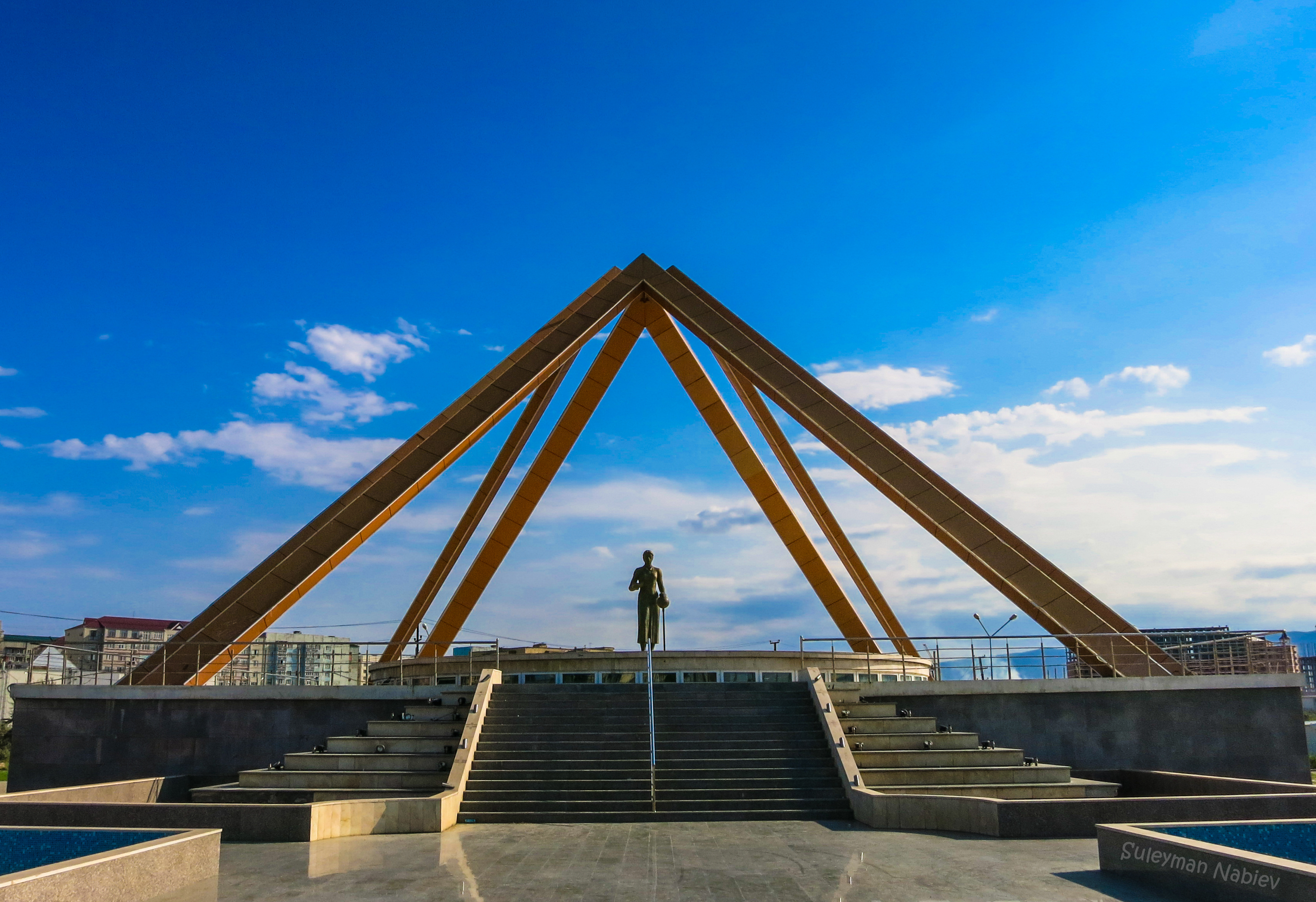
Памятник «Русской учительнице»

В связи с распадом СССР, началом экономических реформ и переходом на рыночное хозяйство, промышленность Махачкалы, в основном ориентированная на заказы ВПК, оказалась в тяжелейшей ситуации. Программы конверсии не удалось реализовать.
В 1990-е годы наступил затяжной этап снижения производства. К примеру: завод «Стекловолокно» обеспечивал работой до 1990 года 3800 человек, сейчас — менее 500. Заводы «Эльтав», Приборостроительный, Радиозавод, Дагэлектромаш, фабрики им. 3-го Интернационала и Крупской, Рыбо-консервный комбинат полностью выведены из строя и ликвидированы, а территория распродана под строительство. Аналогично пострадали и другие предприятия. В конце 1990-х годов ситуация стала улучшаться. Начало XXI века отмечено существенными положительными изменениями в структуре производства и наращивании промышленного потенциала города.
В 1998 году главой администрации города был назначен Саид Амиров.
В 1998 году в центре города собрался крупный митинг, переросший в захват здания Госсовета Дагестана.

### XXI век

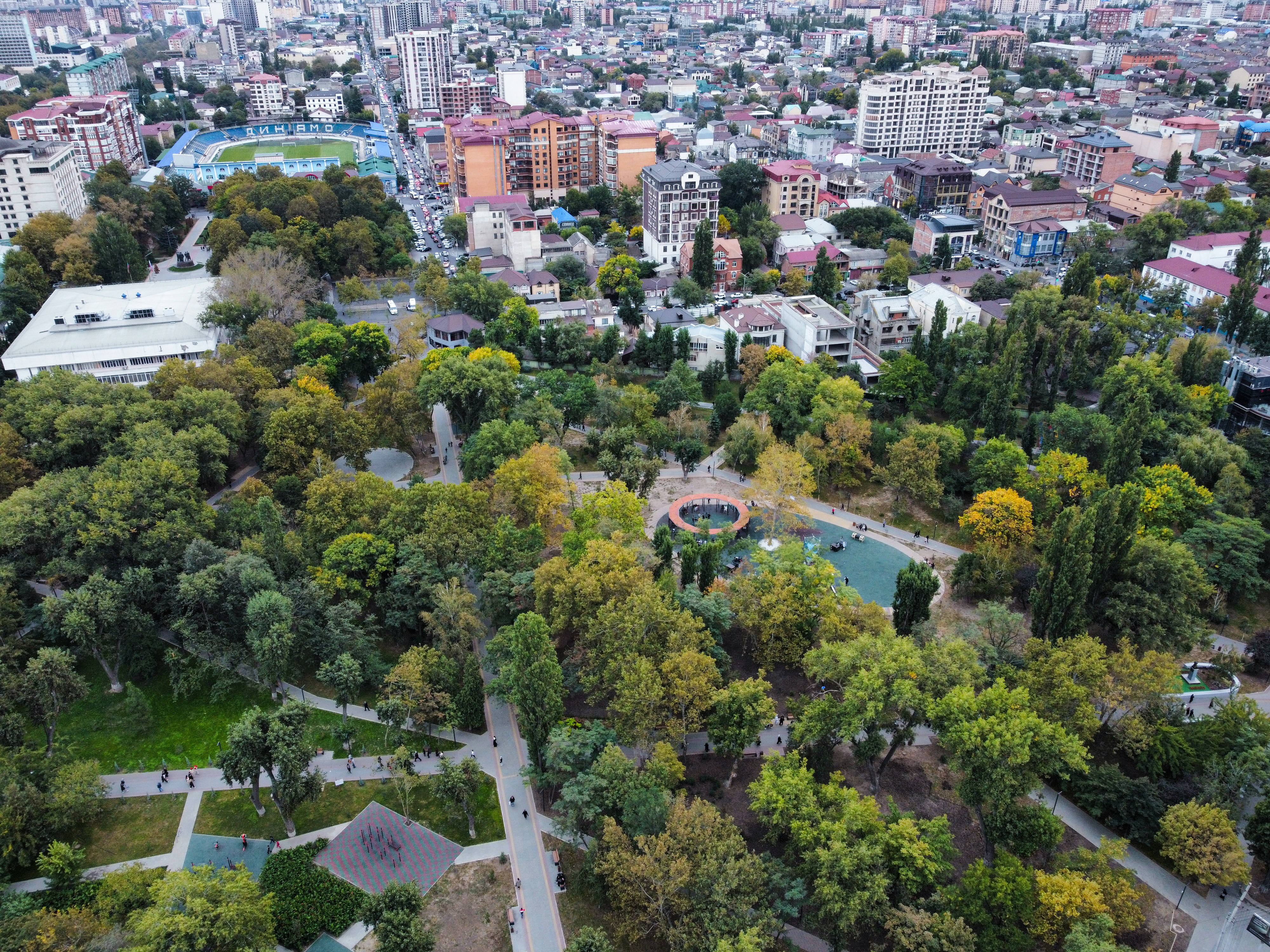
Сквер Фазу Алиевой

В июне 2013 года глава администрации Махачкалы Саид Амиров был арестован правоохранительными органами. На его место был назначен ректор ДГУ Муртазали Рабаданов. В апреле 2014 года Рабаданов ушёл с поста и. о. мэра Махачкалы по собственному желанию, а на его место глава Дагестана Рамазан Абдулатипов назначил Магомеда Сулейманова. В июле 2015 года вместо Сулейманова и. о. мэра стал Муса Мусаев. Депутаты городского собрания Махачкалы приняли решение досрочно освободить от должности мэра столицы Дагестана Мусу Мусаева, приговоренного к четырём годам колонии за мошенничество. Об этом 27 декабря 2018 проинформировали в пресс-службе мэрии. С января по ноябрь исполняющим обязанности мэра Махачкалы был Абусупьян Гасанов. 7 ноября 2018 года Абусупьян Гасанов арестован по подозрению в хищении 40 млн рублей в должности и. о. мэра города. После отстранения мэра Абусупьяна Гасанова 8 ноября 2018 года до 31 января 2019 года временно исполняющим обязанности мэра Махачкалы был Мурад Алиев.
31 января 2019 года депутаты городского собрания Махачкалы избрали нового мэра столицы Дагестана, им стал бывший глава управы Басманного района Москвы Салман Дадаев.
В 2001, 2002, 2003 и 2011 году Махачкала входила в первую тройку конкурса «Самый благоустроенный город России», проводимый Росстроем. Озвучивая итоги конкурса за 2011 год, премьер-министр России Дмитрий Медведев назвал призовое место Махачкалы «особенно важным».

## Современная Махачкала

Здание администрации Махачкалы
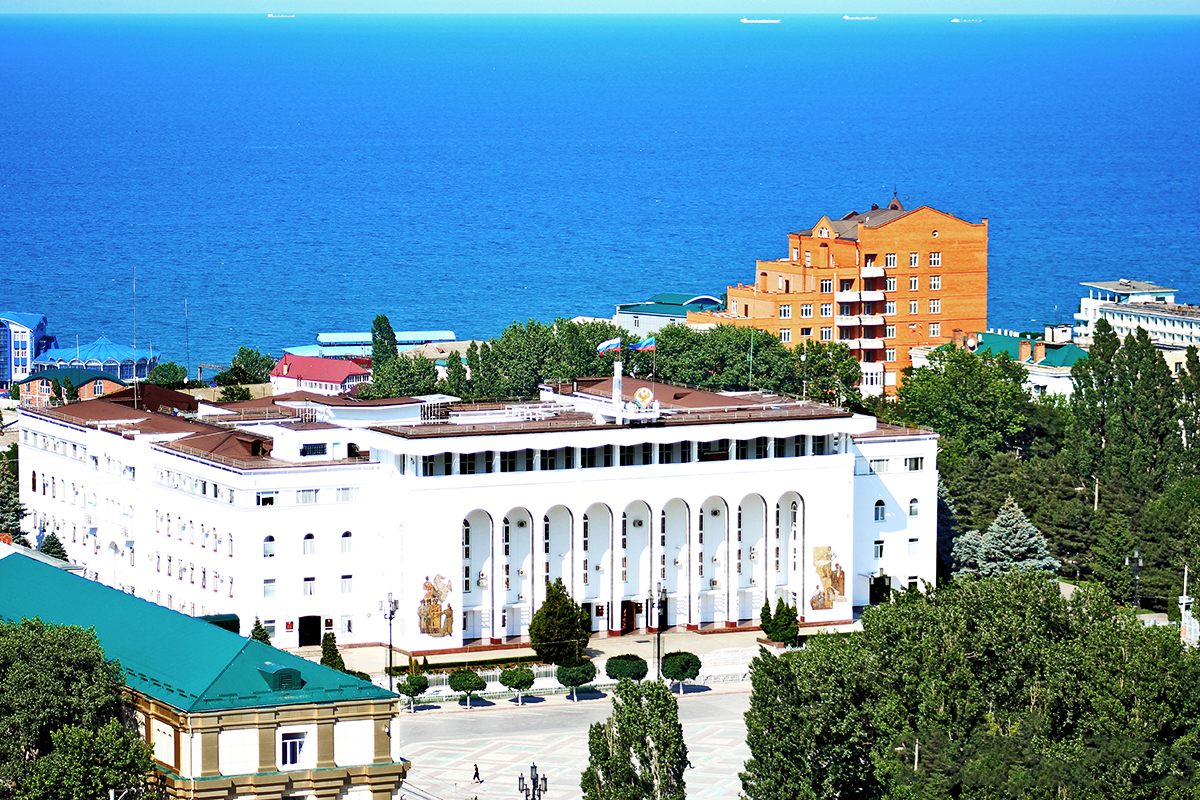
Дом Правительства Республики Дагестан
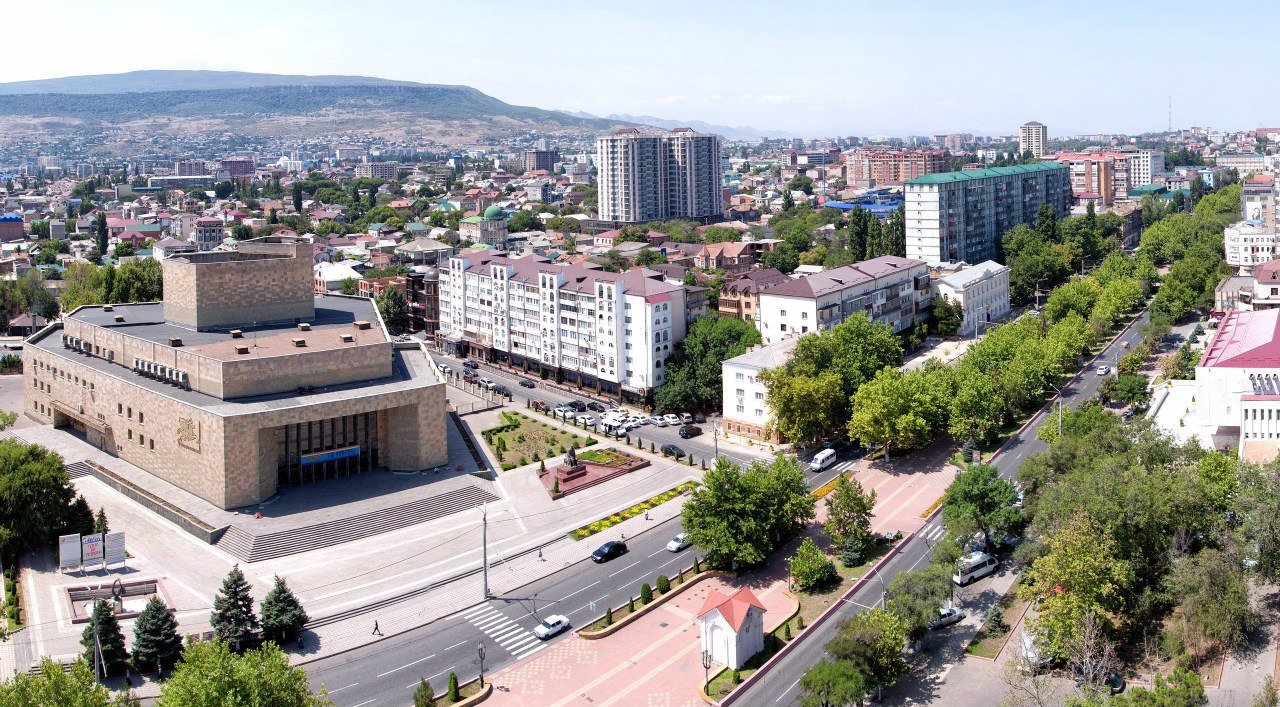
Проспект Расула Гамзатова

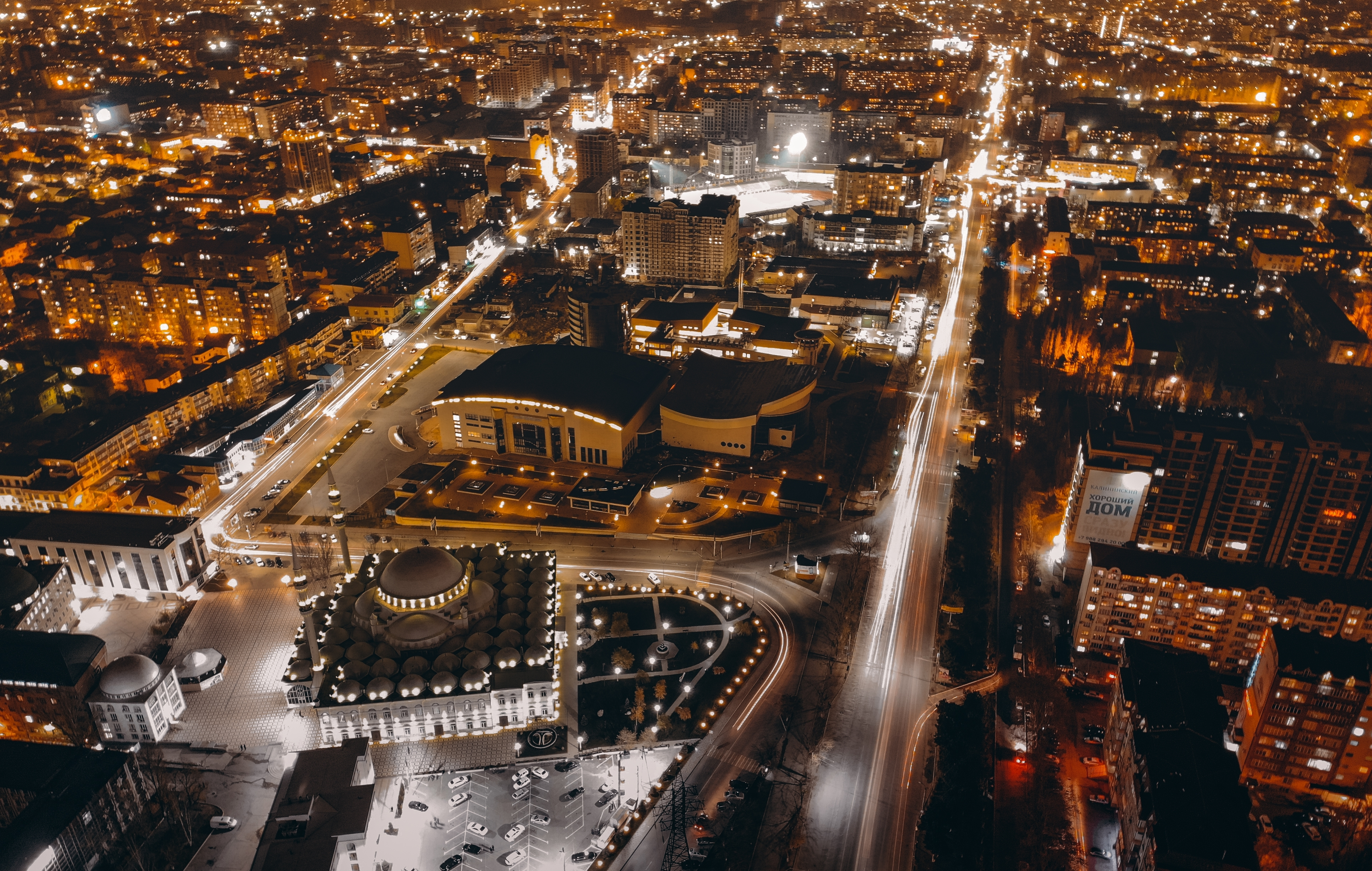
Ночной вид на проспект Шамиля

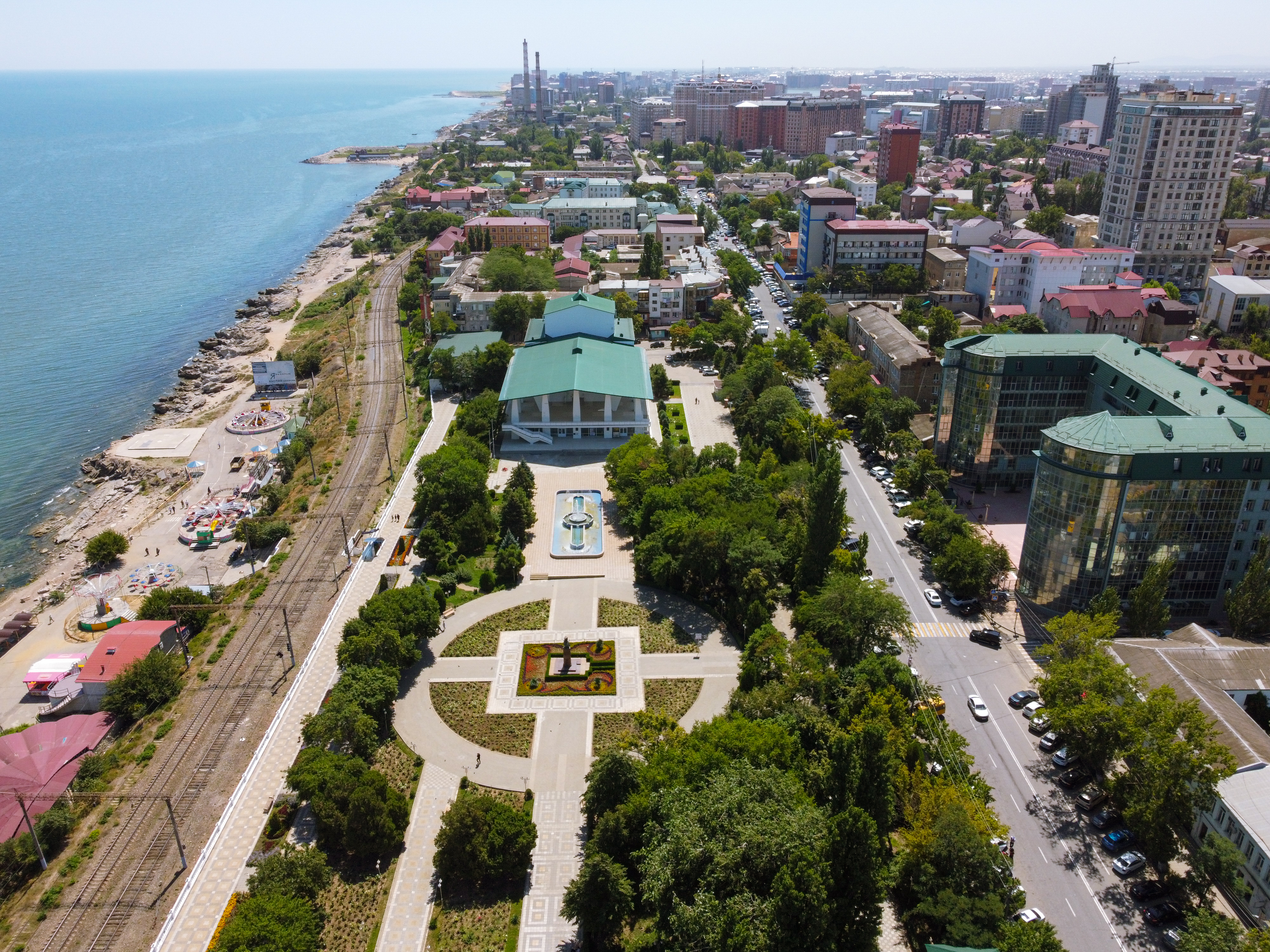
Сквер Сулеймана Стальского

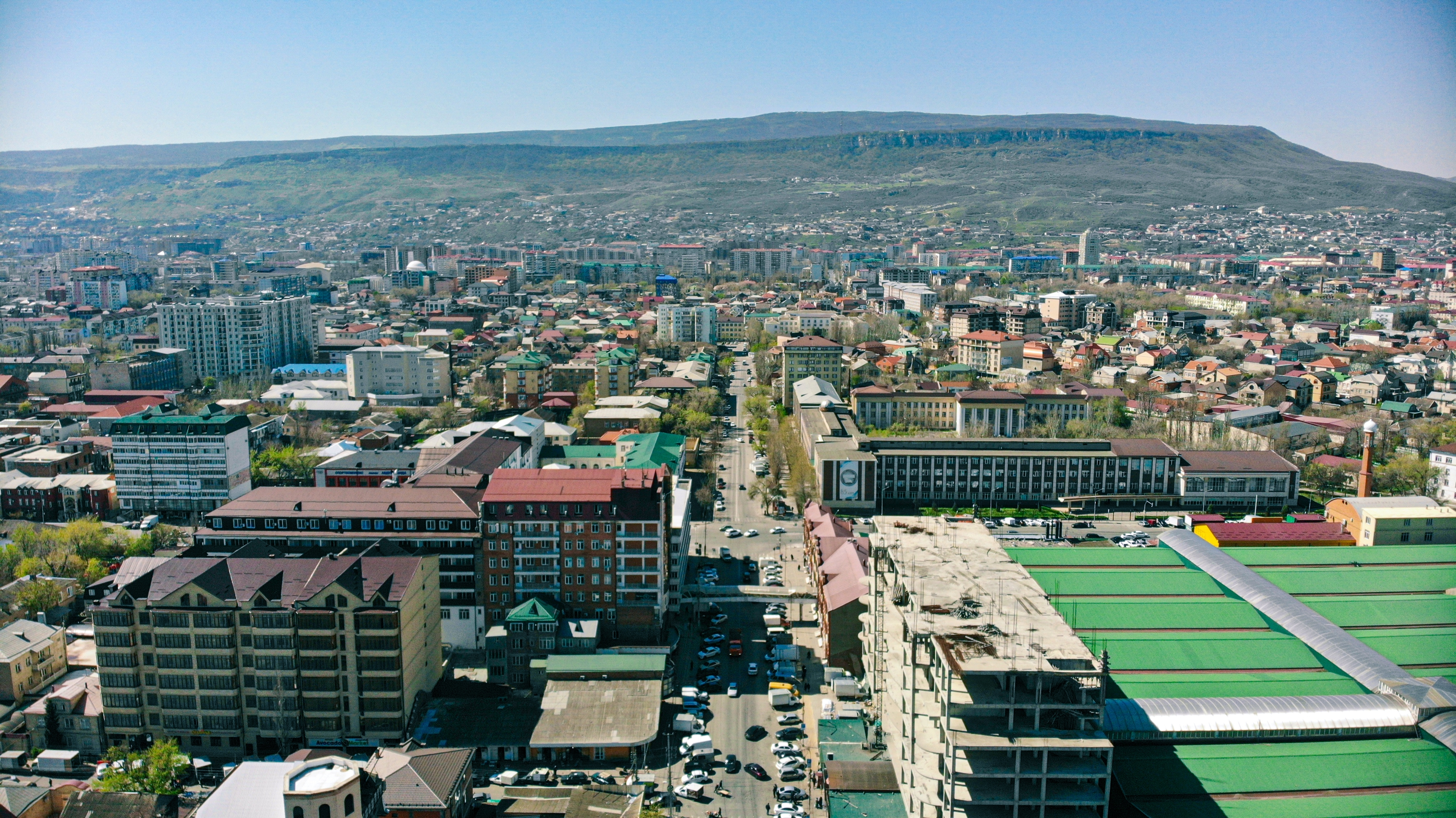
Вид на город и гору Тарки-Тау в створе улицы Дзержинского

За последнее десятилетие город сильно изменился. Бюджет города стал увеличиваться ускоренными темпами. Например, поступление налоговых доходов в бюджет города увеличилось с 226 млн руб. в 1997 году и до 1100 млн руб. в 2005, а доходы города возросли за 10 последних лет почти в 15 раз.
Влюбляться не раз ещё буду
Во многие города,
Но спросят, встречая: «Откуда?»
Но спросят, прощаясь: «Куда?»
Я гордо тогда, не иначе
Вновь имя твоё назову.
О, доблестный город Махача,
Ушедший по плечи в листву.
Во всероссийском конкурсе «Самый благоустроенный город России» в 2001 году Махачкале присуждено 3-е, в 2002 году — 2-е, а в 2003 году — 1-е. В 2012 году Махачкала заняла 3-е место в конкурсе «Самое благоустроенное городское (сельское) поселение России».
Также за последние годы в городе произведены масштабные работы по реконструкции исторической части города, въездных магистралей, инфраструктуры жизнеобеспечения. Реконструированы аллеи, бульвары и набережная города, центральная и университетская площади, разбит новый парк Ак-Гёль с детским городком аттракционов. В 2002 году построен и введён в строй путепровод длиной 514 метров.
За последние четыре года объём промышленной продукции увеличился более чем в 5 раз.
Сегодня Махачкала — это крупнейший город российского Северного Кавказа и одноимённого федерального округа, культурный, экономический и научный центр Юга России.
Промышленные предприятия города специализируются на выпуске оборонной, лесной, металлоперерабатывающей, электронной, рыбоперерабатывающей и другой продукции.
Здесь размещаются Дагестанский научный центр РАН, около 20 отраслевых научно-исследовательских институтов.
В Махачкале насчитывается 62 общеобразовательные школы. Из них 11 преобразованы в гимназии, лицеи и колледжи. Функционируют 6 государственных высших учебных заведений, в том числе Дагестанский государственный университет, Дагестанский государственный университет народного хозяйства, филиалы государственных вузов, негосударственные вузы и филиалы, 29 средних специализированных учебных заведений.
В городе действуют 4 кинотеатра с современным кинооборудованием. Работают 3 республиканские библиотеки: национальная на 1,5 млн томов, юношеская им. А. С. Пушкина и детская, а также городская с 15 филиалами. Функционируют более 20 телерадиопрограмм, 7 информационных агентств, издаются 30 журналов, 14 республиканских и 12 городских газет.

## География

### Географическое положение
Махачкала расположена близ предгорий Большого Кавказа, на узкой полосе шириной до 10 км низменной равнины западного побережья Каспийского моря между горой Тарки-Тау и морем.
| С-З | Ростов-на-Дону ~ 932 км Краснодар ~ 827 км Ставрополь ~ 601 км | Москва ~ 1825 км Элиста ~ 548 км | Волгоград ~ 809 км Астрахань ~ 479 км | С-В |
| З   | Грозный ~ 171 км Нальчик ~ 373 км Сочи ~ 1003 км               | Роза ветров                      | Каспийское море                       | В   |
| Ю-З | Цхинвали ~ 429 км. Тбилиси ~ 485 км                            | Дербент ~ 131 км Баку ~ 387 км   | Каспийское море                       | Ю-В |

Махачкала находится в часовой зоне МСК (московское время). Смещение применяемого времени относительно UTC составляет +3:00.
В соответствии с применяемым временем и географической долготой средний солнечный полдень в Махачкале наступает в 11:50.

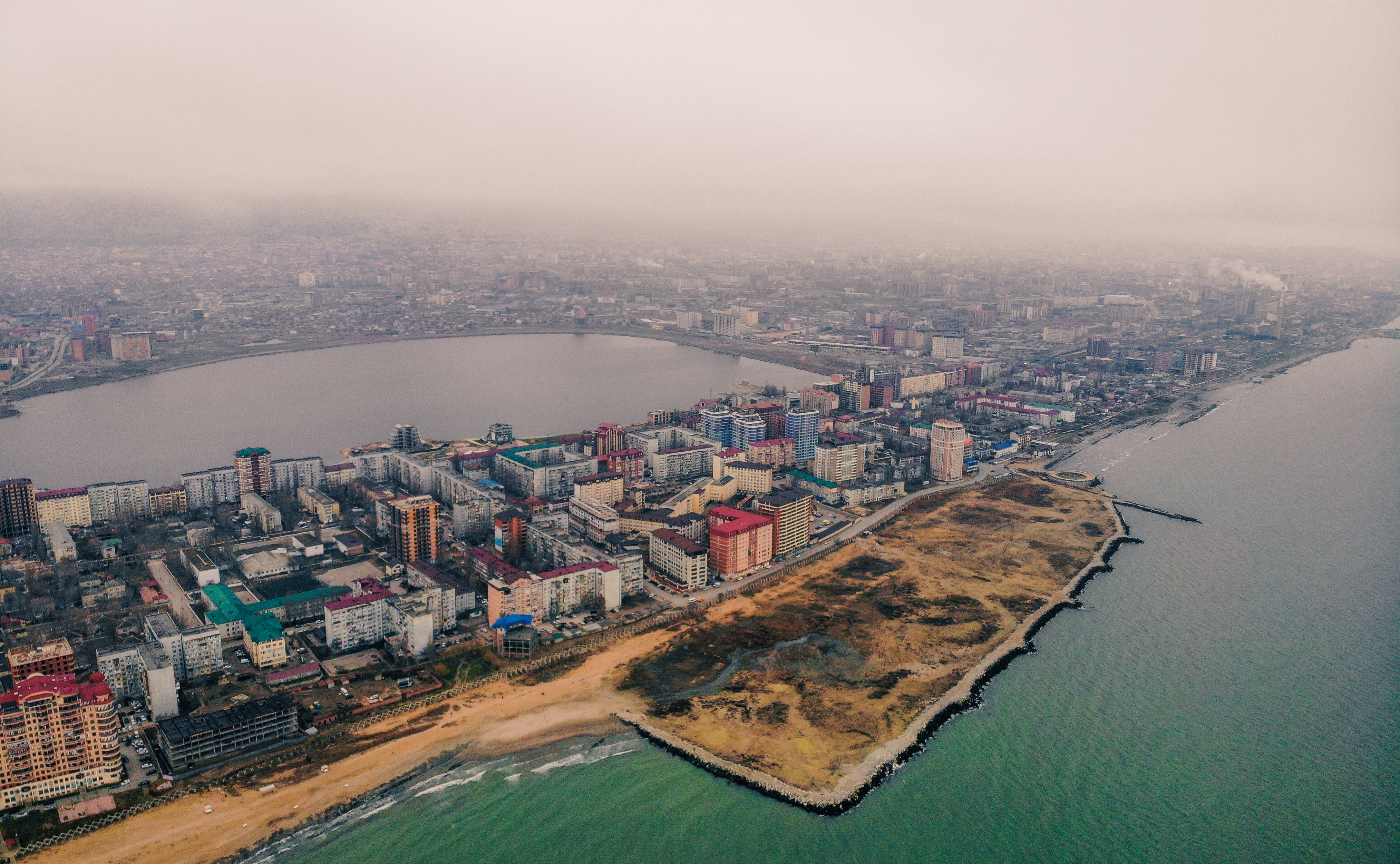
Вид на город со стороны Каспийского моря

### Гидрография
Город находится на берегу Каспийского моря. По территории города протекают реки Черкес-озень (Талгинка) и Тарнаирка. С северо-запада на юг город пересекает канал имени Октябрьской революции. Озёра: Вузовское, Ак-Гёль, Грязевое.

### Климат
Климат города засушливый, умеренно континентальный. Среднегодовая температура воздуха — +12,3 °C. Лето жаркое, средняя температура летних месяцев — +23,6 °C, дневная максимальная температура — до +36—38 °C. Климатическая зима отсутствует, средняя температура самых холодных месяцев, января и февраля, составляет +1,2 °C, постоянный снежный покров не образуется. Осадков выпадает 410—450 мм в год, относительная влажность за год — около 70 % (зимой до 80 %), а в июле и августе — около 50 %. В летние месяцы бывает наибольшее число ясных дней. Продолжительность летнего периода (с температурой выше +15 °C) составляет 150 дней, начало приходится на 11 мая, последний летний день — 7 октября. Ветры преобладают юго-восточные и северо-западные.
- Среднегодовая температура — +12,6 °C;
- Среднегодовая скорость ветра — 3,3 м/с;
- Среднегодовая влажность воздуха — 78 %.

| Показатель                                                                                | Янв.  | Фев.  | Март  | Апр. | Май  | Июнь | Июль | Авг. | Сен. | Окт. | Нояб. | Дек.  | Год   |
| ----------------------------------------------------------------------------------------- | ----- | ----- | ----- | ---- | ---- | ---- | ---- | ---- | ---- | ---- | ----- | ----- | ----- |
| Абсолютный максимум, °C                                                                   | 19,2  | 20,9  | 28,8  | 33,5 | 35,1 | 36,8 | 39,5 | 40,2 | 37,4 | 28,9 | 23,8  | 19,9  | 40,2  |
| Средний суточный максимум, °C                                                             | 4,1   | 4,6   | 8,6   | 14,4 | 20,9 | 26,5 | 29,3 | 29,3 | 24,3 | 17,9 | 10,7  | 6,0   | 16,4  |
| Средняя температура, °C                                                                   | 1,0   | 1,4   | 5,2   | 10,3 | 16,5 | 22,0 | 24,8 | 24,9 | 20,3 | 14,2 | 7,4   | 2,9   | 12,6  |
| Средний суточный минимум, °C                                                              | −1,7  | −1,5  | 2,3   | 6,9  | 12,8 | 17,7 | 20,6 | 20,6 | 16,6 | 10,7 | 4,2   | 0,0   | 9,1   |
| Абсолютный минимум, °C                                                                    | −25,1 | −26,8 | −13,5 | −5,1 | 0,0  | 5,8  | 9,7  | 8,0  | 0,7  | −6,6 | −19,7 | −26,5 | −26,8 |
| Норма осадков, мм                                                                         | 36,4  | 28,4  | 22,7  | 19,4 | 34,3 | 26,7 | 21,7 | 29,2 | 51,2 | 37,5 | 45,7  | 38,4  | 391,6 |
| Температура воды, °C                                                                      | 3,3   | 2,3   | 4,3   | 9,5  | 15,0 | 20,2 | 23,4 | 24,4 | 21,5 | 16,1 | 10,3  | 5,3   | 13,0  |
| Источник: Погода и климат в Махачкале. «Погода и Климат». Дата обращения: 10 апреля 2023. |       |       |       |      |      |      |      |      |      |      |       |       |       |

## Население
| 1861     | 1897     | 1914     | 1926     | 1931     | 1933     | 1937     | 1939     | 1956     | 1959     | 1970     | 1973     |
| -------- | -------- | -------- | -------- | -------- | -------- | -------- | -------- | -------- | -------- | -------- | -------- |
| 2100     | ↗10 000  | ↗24 800  | ↗33 552  | ↗52 040  | ↗63 700  | ↗71 764  | ↗86 836  | ↗106 000 | ↗119 334 | ↗185 863 | ↗206 000 |
| 1975     | 1976     | 1979     | 1982     | 1985     | 1986     | 1987     | 1989     | 1990     | 1991     | 1992     | 1993     |
| ↗220 000 | →220 000 | ↗251 371 | ↗278 000 | ↗282 000 | ↗289 000 | ↗320 000 | ↘317 475 | ↘310 000 | ↗324 000 | ↗329 000 | ↘328 000 |
| 1994     | 1995     | 1996     | 1997     | 1998     | 1999     | 2000     | 2001     | 2002     | 2003     | 2004     | 2005     |
| ↘327 000 | ↘326 000 | ↗331 000 | ↗338 000 | ↘335 000 | ↘334 900 | ↘332 800 | ↘327 600 | ↗462 412 | ↘462 400 | ↗464 200 | ↗465 000 |
| 2006     | 2007     | 2008     | 2009     | 2010     | 2011     | 2012     | 2013     | 2014     | 2015     | 2016     | 2017     |
| ↗466 300 | ↗466 900 | ↘464 200 | ↗465 854 | ↗572 076 | ↗578 000 | ↘574 277 | ↗576 194 | ↗578 332 | ↗583 233 | ↗587 876 | ↗592 976 |
| 2018     | 2019     | 2020     | 2021     | 2023     | 2024     | 2025     |          |          |          |          |          |
| ↗596 356 | ↗601 286 | ↗603 518 | ↗623 254 | ↘622 660 | ↘622 091 | ↗625 322 |          |          |          |          |          |

На 1 января 2025 года по численности населения город находился на 20-м месте из 1124 городов Российской Федерации.
Махачкала — самый населённый город в Северо-Кавказском федеральном округе, один из немногих растущих и самый быстрорастущий из крупнейших российских городов, многие из которых в постсоветское время имели отрицательную динамику изменения численности населения.
Национальный состав
По данным переписи населения 2021 года:
|            | численность, собственно город 2021 год, чел. | доля, %  | численность, городской округ, 2021 год, чел. | доля, %  |
| ---------- | -------------------------------------------- | -------- | -------------------------------------------- | -------- |
| аварцы     | 148 244                                      | 23,78 %  | 190 089                                      | 25,03 %  |
| лезгины    | 97 814                                       | 15,69 %  | 103 172                                      | 13,59 %  |
| даргинцы   | 95 877                                       | 15,38 %  | 114 892                                      | 15,13 %  |
| кумыки     | 94 470                                       | 15,16 %  | 140 871                                      | 18,55 %  |
| лакцы      | 81 965                                       | 13,15 %  | 88 012                                       | 11,59 %  |
| русские    | 42 409                                       | 6,8 %    | 43 958                                       | 5,79 %   |
| другие     | 49 102                                       | 7,82 %   | 62 411                                       | 8,19 %   |
| не указали | 13 370                                       | 2,41 %   | 18 700                                       | 2,46 %   |
| всего      | 623 254                                      | 100,00 % | 759 405                                      | 100,00 % |

По данным переписи населения 2010 года:
|            | численность, собственно город 2010 год, чел. | доля, % | численность, городской округ, 2010 год, чел. | доля, %  |
| ---------- | -------------------------------------------- | ------- | -------------------------------------------- | -------- |
| аварцы     | 149 623                                      | 26,15 % | 186 088                                      | 26,70 %  |
| даргинцы   | 88 573                                       | 15,48 % | 106 631                                      | 15,30 %  |
| кумыки     | 86 503                                       | 15,12 % | 133 592                                      | 19,17 %  |
| лезгины    | 84 479                                       | 14,77 % | 88 604                                       | 12,71 %  |
| лакцы      | 79 906                                       | 13,97 % | 86 089                                       | 12,35 %  |
| русские    | 35 908                                       | 6,28 %  | 37 641                                       | 5,40 %   |
| другие     | 44 742                                       | 7,82 %  | 53 462                                       | 7,66 %   |
| не указали | 2342                                         | 0,41 %  | 4778                                         | 0,69 %   |
| всего      | 572 076                                      | 100 %   | 696 885                                      | 100,00 % |

Языковой состав
Владение языками в городе Махачкала на 2021 год согласно переписи:
| язык       | По переписи 2020—2021 годов | По переписи 2020—2021 годов |
| язык       | владение языком             | %                           |
| ---------- | --------------------------- | --------------------------- |
| русский    | 507 986                     | 81.5%                       |
| аварский   | 63 656                      | 10.2%                       |
| лезгинский | 32 954                      | 5.3%                        |
| даргинский | 32 681                      | 5.2%                        |
| кумыкский  | 30 318                      | 4.9%                        |
| лакский    | 27 534                      | 4.4%                        |

Национальный состав Махачкалы по переписям населения России и СССР
| Год переписи            | 2021              | 2010              | 2002             | 1989            | 1979            | 1970            | 1959            | 1939            | 1926            | 1897           | 1886           |
| ----------------------- | ----------------- | ----------------- | ---------------- | --------------- | --------------- | --------------- | --------------- | --------------- | --------------- | -------------- | -------------- |
| аварцы                  | 148 244 (23,78 %) | 149 623 (26,15 %) | 122 765 (26,5 %) | 60 238 (19,1 %) | 40 206 (16,3 %) | 22 063 (11,9 %) | 6 914 (5,8 %)   | 2 058 (2,4 %)   | 556 (1,9 %)     | 47 (0,5 %)     | …              |
| лезгины                 | 97 814 (15,69 %)  | 84 479 (14,77 %)  | 62 810 (13,6 %)  | 30 117 (9,6 %)  | 18 703 (7,6 %   | 9 539 (5,1 %)   | 3 624 (3,0 %)   | 1 496 (1,7 %)   | 2 445 (7,6 %)   | …              | …              |
| даргинцы                | 95 877 (15,38 %)  | 88 573 (15,48 %)  | 63 493 (13,7 %)  | 34 898 (11,1)   | 23 086 (9,4 %)  | 14 002 (7,5 %)  | 6 387 (5,3 %)   | 2 292 (2,6 %)   | 335 (1,0 %)     | 35 (0,4 %)     | …              |
| кумыки                  | 94 470 (15,16 %)  | 86 503 (15,12 %)  | 64 124 (13,9 %)  | 45 059 (14,3 %) | 34 878 (14,1 %) | 26 425 (14,2 %) | 14 575 (12,2 %) | 8 117 (9,3 %)   | 792 (2,8 %)     | 466 (4,8 %)    | …              |
| лакцы                   | 81 965 (13,15 %)  | 79 906 (13,97 %)  | 67 323 (14,6 %)  | 36 151 (11,5 %) | 26 614 (10,8 %) | 16 816 (9,0 %)  | 6 128 (5,1 %)   | 1 675 (1,9 %)   | …               | …              | …              |
| русские                 | 42 409 (6,8 %)    | 35 908 (6,28 %)   | 42 125 (9,1 %)   | 67 815 (21,5 %) | 71 673 (29,1 %) | 70 935 (38,2 %) | 61 573 (51,6 %) | 52 514 (60.5 %) | 16 086 (50,3 %) | 5 129 (52,6 %) | 1 426 (55.3 %) |
| евреи (+ горские евреи) | 430 (0,1 %)       | 1 459 (0,26 %)    | 902 (0,2 %)      | 9 947 (3,2 %)   | 9 825 (4,0 %)   | 6 006 (3,2 %)   | 4 589 (3,8 %)   | 1 903 (2,2 %)   | 2 445 (7.6 %)   | 573 (5,9 %)    | 172 (7,5 %)    |
| табасараны              | 15 907 (2,55 %)   | 13 039 (2,28 %)   | 10 285 (2,2 %)   | 4 897 (1,6 %)   | 2 480 (1,0 %)   | 894 (0,5 %)     | 281 (0,2 %)     | 40 (0,1 %)      | …               | …              | …              |
| рутульцы                | 8 150 (1,18 %)    | 8 038 (1,41 %)    | 5 595 (1,2 %)    | 2 317 (0,7 %)   | 991 (0,4 %)     | 59 (0,1 %)      | 7 (0,1 %)       | …               | …               | …              | …              |
| агулы                   | 6 599 (1,05 %)    | 5 977 (1,04 %)    | 3 161 (0,7 %)    | 1 282 (0,4 %)   | 470 (0,2 %)     | 76 (0,1 %)      | 15 (0,1 %)      | …               | …               | …              | …              |
| азербайджанцы (+персы)  | 6 599 (1,05 %)    | 5 917 (1,03 %)    | 6 475 (1,4 %)    | 5 472 (1,7 %)   | 4 238 (1,7 %)   | 2 914 (1,6 %)   | 2 070 (1.7 %)   | 1 308 (1.5 %)   | 1 592 (5.0 %)   | 1 733 (17,8 %) | 70 (3,1 %)     |
| цахуры                  | 3 411 (0,54 %)    | 2 572 (0,45 %)    | 1 711 (0,4 %)    | 1 485 (0,5 %)   | 182 (0,1 %)     | 50 (0,1 %)      | 7 (0,1 %)       | …               | …               | …              | …              |
| ногайцы                 | 1 369 (0,21 %)    | 1 254 (0,22 %)    | 1 450 (0,3 %)    | 1 005 (0,3 %)   | 713 (0,3 %)     | 346 (0,2 %)     | 139 (0,1 %)     | 84 (0,1 %)      | …               | …              | …              |
| чеченцы                 | 1 476 (0, 23 %)   | 1 079 (0,19 %)    | 1 287 (0,3 %)    | 1 361 (0,4 %)   | 807 (0,3 %)     | 525 (0,3 %)     | …               | 439 (0,5 %)     | …               | …              | …              |
| прочие                  | 21 096 (3,64%)    | 7 749 (1,34%)     | 8 906 (1,9 %)    | 12 903 (4,0 %)  | 11 724 (4,8 %)  | 15 213 (8,2 %)  | 13 025 (10,9 %) | 14 910 (17 %)   | 7 749 (24,2 %)  | 1 770 (18.0 %) | 617 (27,0 %)   |
| всего                   | 623 254 (100 %)   | 572 076 (100 %)   | 462 412 (100 %)  | 314 767 (100 %) | 246 590 (100 %) | 185 863 (100 %) | 119 334 (100 %) | 86 836 (100 %)  | 32 000 (100 %)  | 9 753 (100 %)  | 2 285 (100 %)  |

## Административное деление

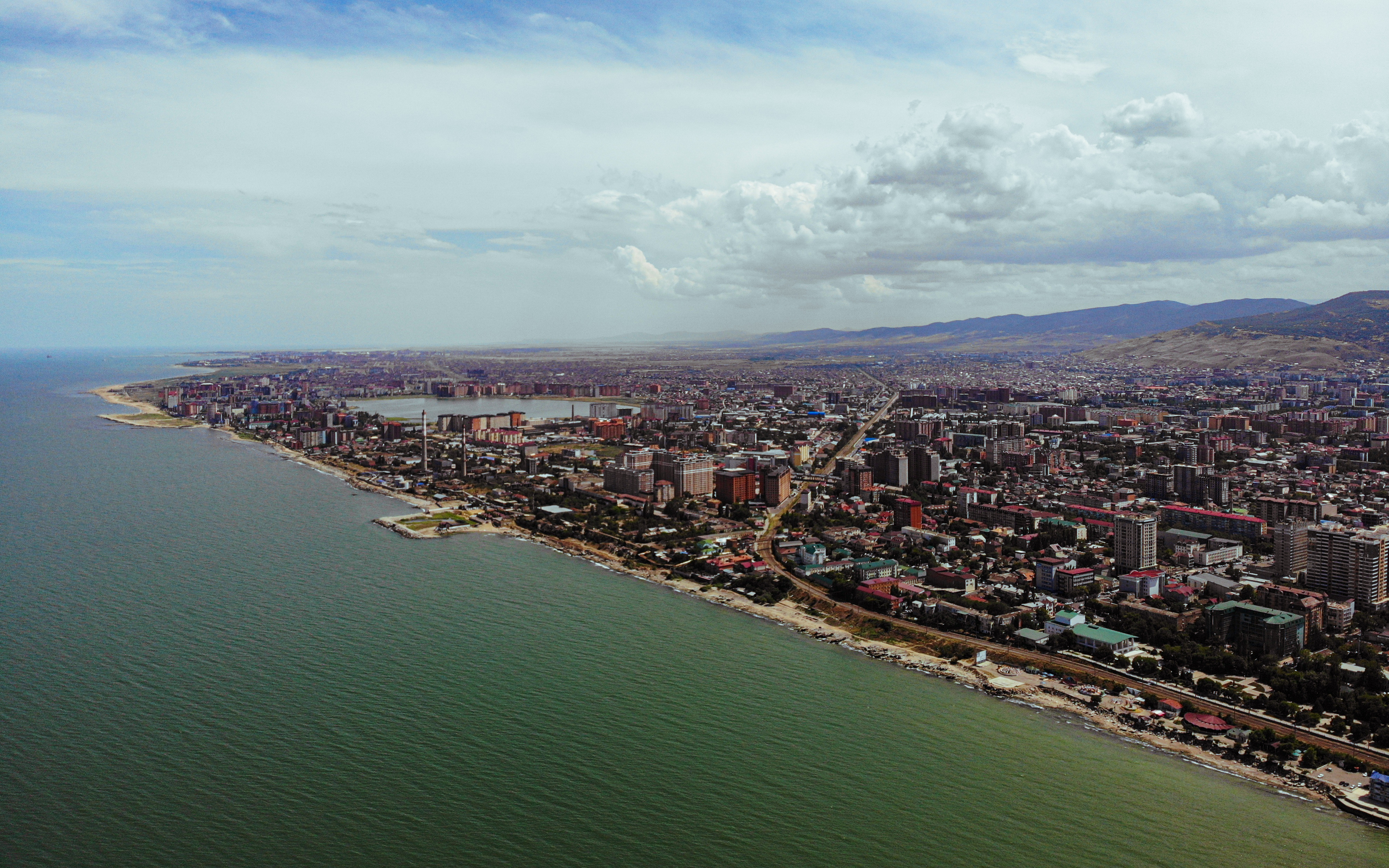
Махачкала, южная часть города

Город разделён на 3 района:
- Кировский район — 189 732[4] (2025);
- Советский район — 219 319[4] (2025);
- Ленинский район — 216 271[4] (2025).

## Архитектура, достопримечательности

Улица Буйнакского

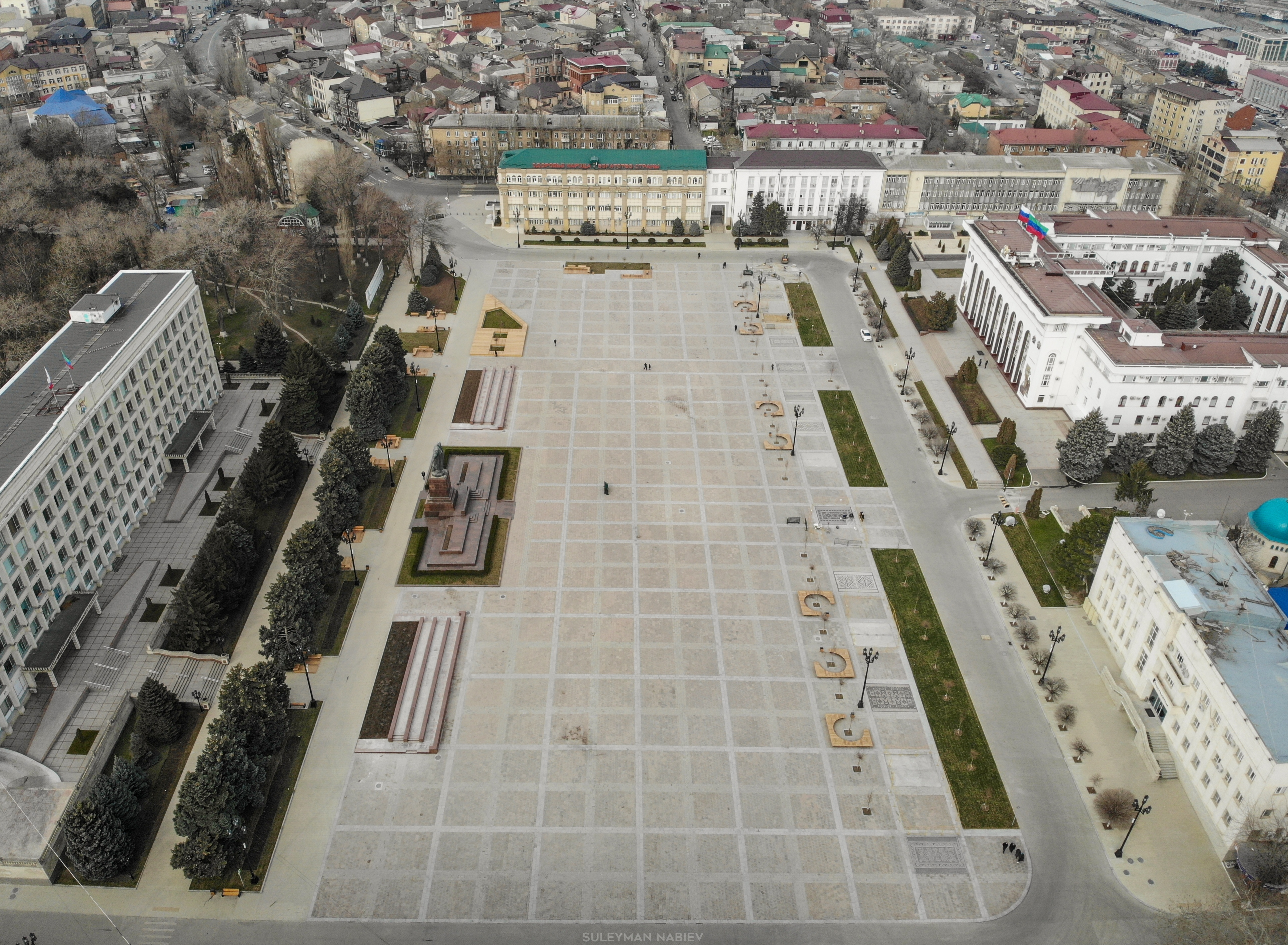
Площадь Ленина

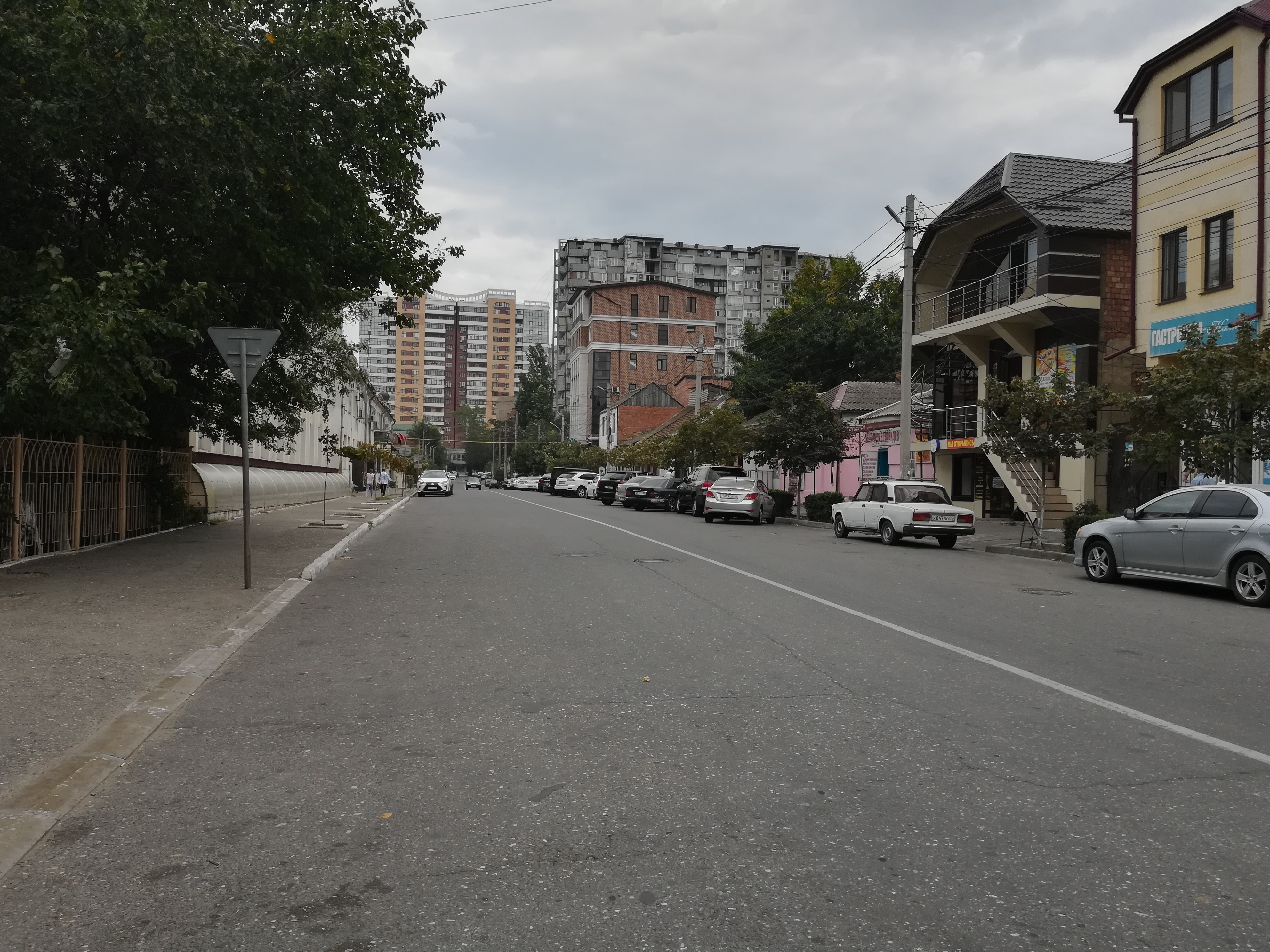
Улица Оскара

Застройка Махачкалы крупными капитальными зданиями началась примерно с 1928 года. После землетрясения 1970 года, повредившего и разрушившего много строений города, были построены многоэтажные сейсмостойкие жилые здания. В 1990-е — 2000-е годы в Махачкале велось неконтролируемое стихийное строительство, нарушавшее облик единого архитектурного ансамбля города.
Центральная Джума-мечеть («Юсуф Бей Джами») 
В центре Махачкалы расположена одна из самых больших мечетей Европы, построенная по образу знаменитой стамбульской «Голубой мечети». С каждым годом мечеть расширяется, при этом сохраняя геометрическую соразмерность и эстетическую гармоничность ансамбля. Изначально мечеть была рассчитана на 6—7 тысяч человек. За время эксплуатации была расширена, и теперь в ней одновременно могут находиться 17 тысяч человек. Названа в честь скоропостижно скончавшегося представителя семьи турецких меценатов, на деньги которых была построена эта мечеть.
Свято-Успенский кафедральный собор 
Собор основан в 1906 году. В 2004 году завершилось строительство Александро-Невского придела кафедрального собора и 12 октября 2004 году Епископ Бакинский и Прикаспийский Александр совершил великое освящение придела. К 100-летию собора группа местных художников, состоящая из 7 человек, под руководством заслуженного художника РФ, профессора А. Б. Мусаева, заново расписала Свято-Успенский собор.
Махачкалинский (Петровский) маяк.

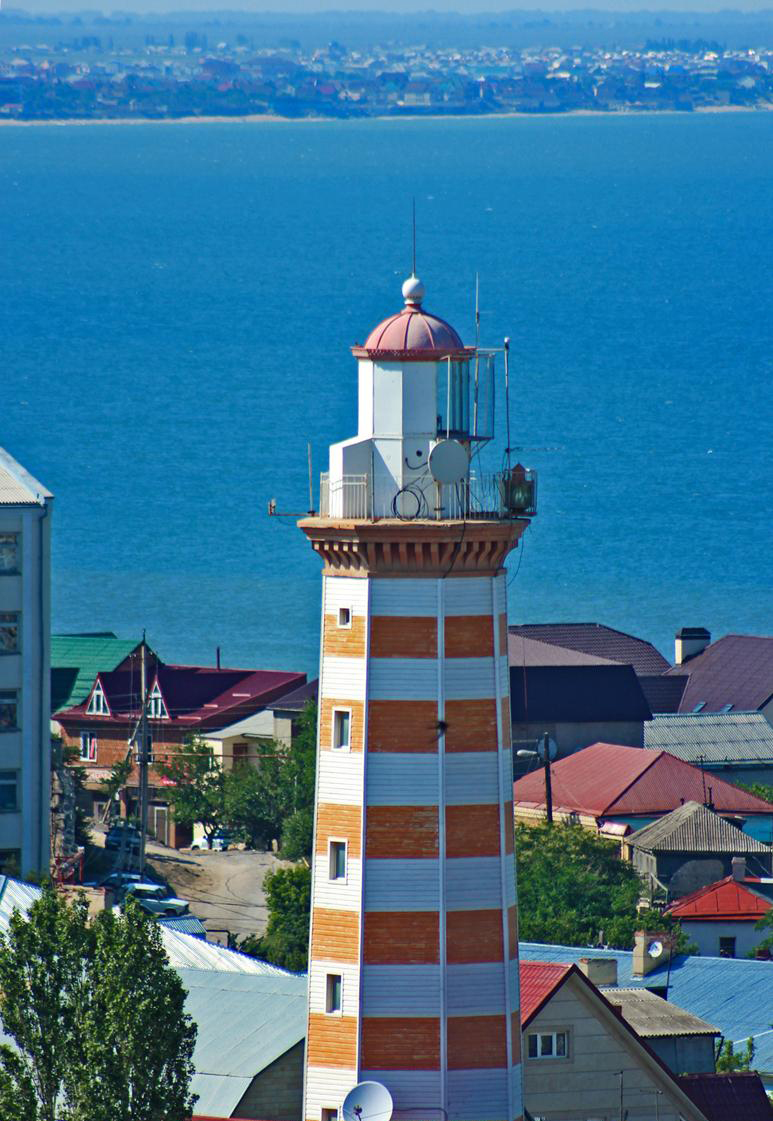
Махачкалинский маяк

Построен в 1852 году, вскоре после основания крепости Порт-Петровск. Действует.
В 5,5 км от Махачкалы, на горе Тарки-Тау расположен посёлок Тарки, на месте которого, по преданию, в VII—X веках существовал хазарский город Семендер, приблизительно до 723 года бывший столицей Хазарского каганата, затем — аул Тарки с 3 мечетями. Выше до 1821 года находилась крепость Бурная, на её месте сохранился наблюдательный пункт, укреплённый каменной кладкой.

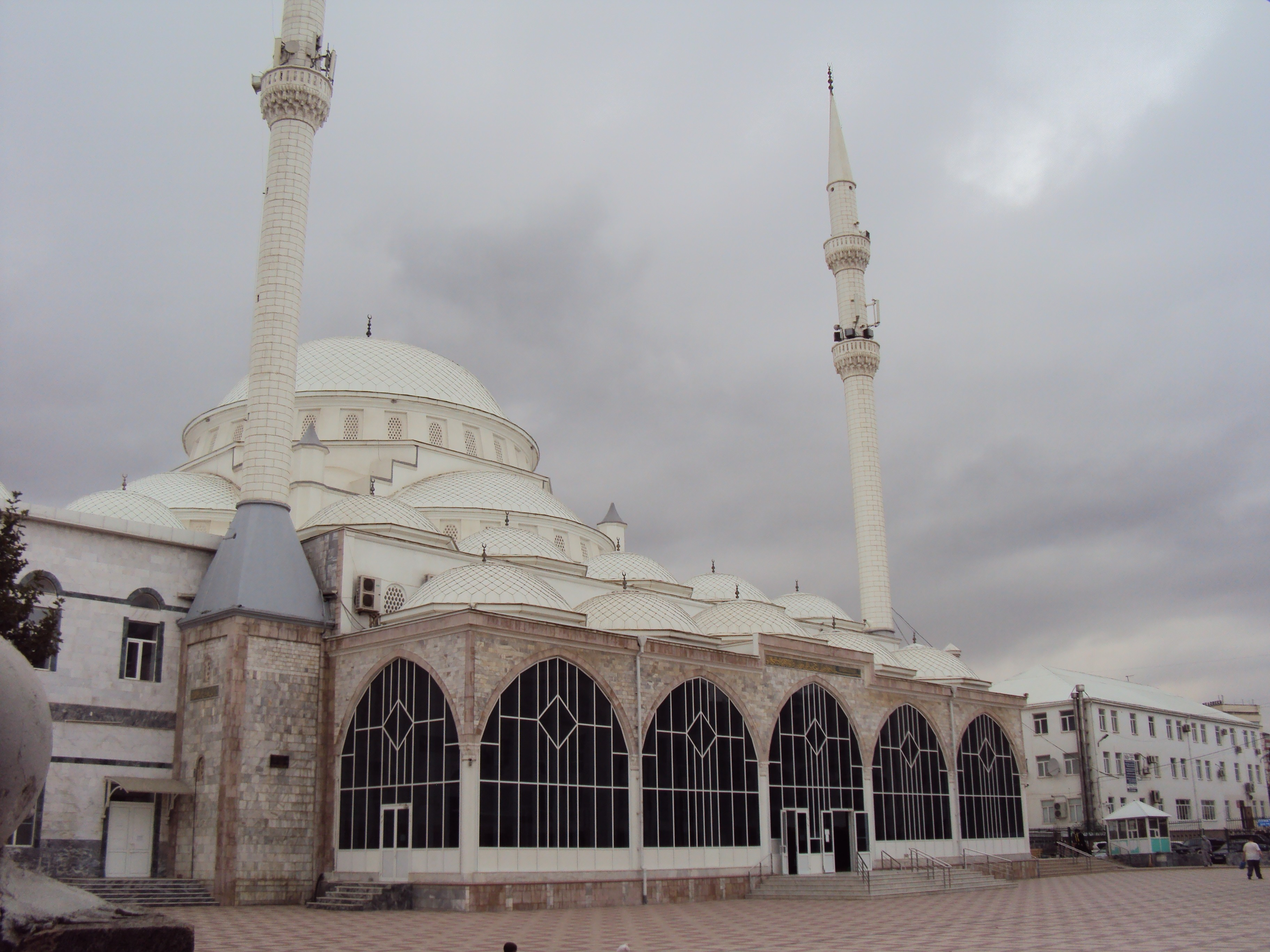
«Джума мечеть»
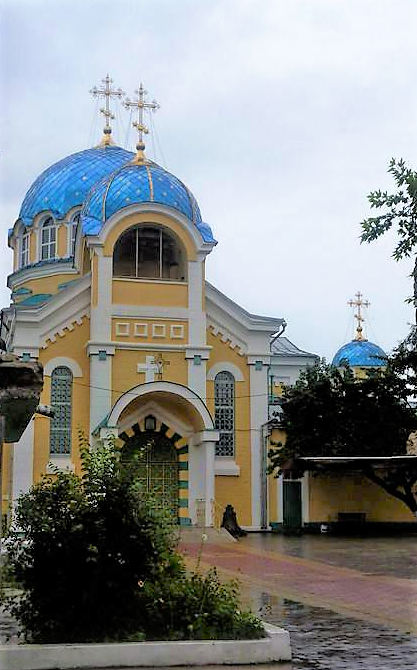
Свято-Успенский собор
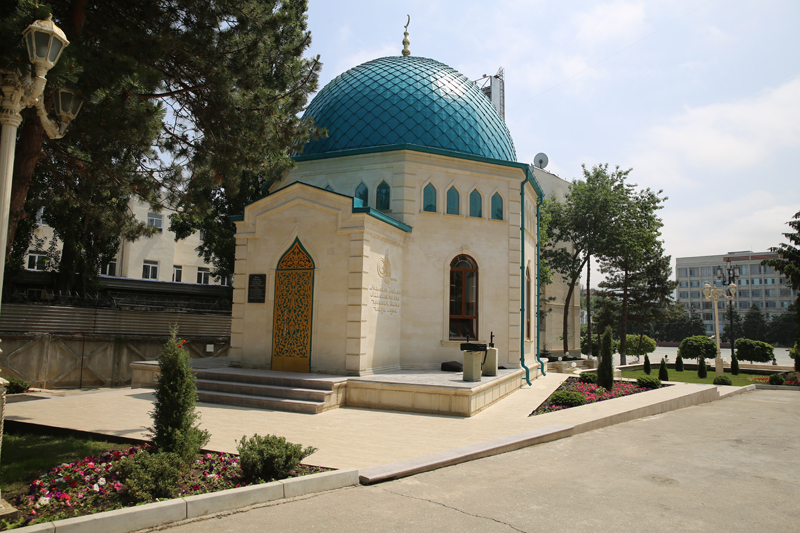
Мечеть шейха Шамиля на площади
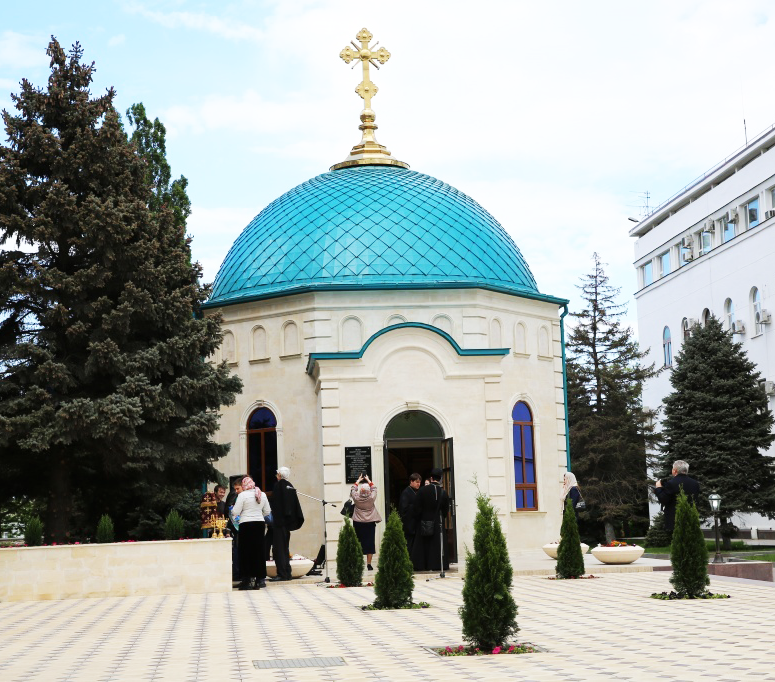
Храм Князя Владимира на площади

## Транспорт

### Автомобильные дороги и магистрали

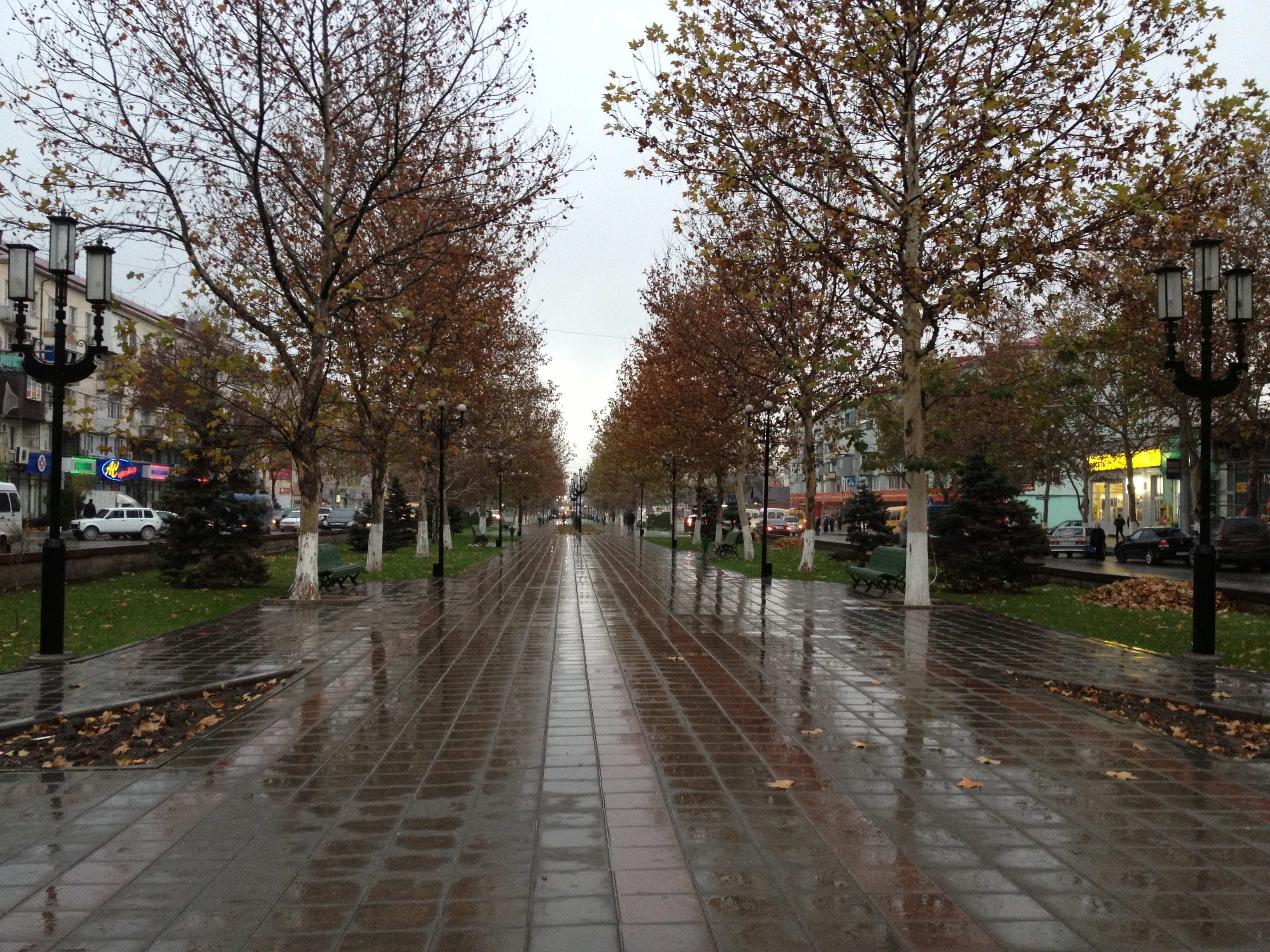
Махачкала, 2012

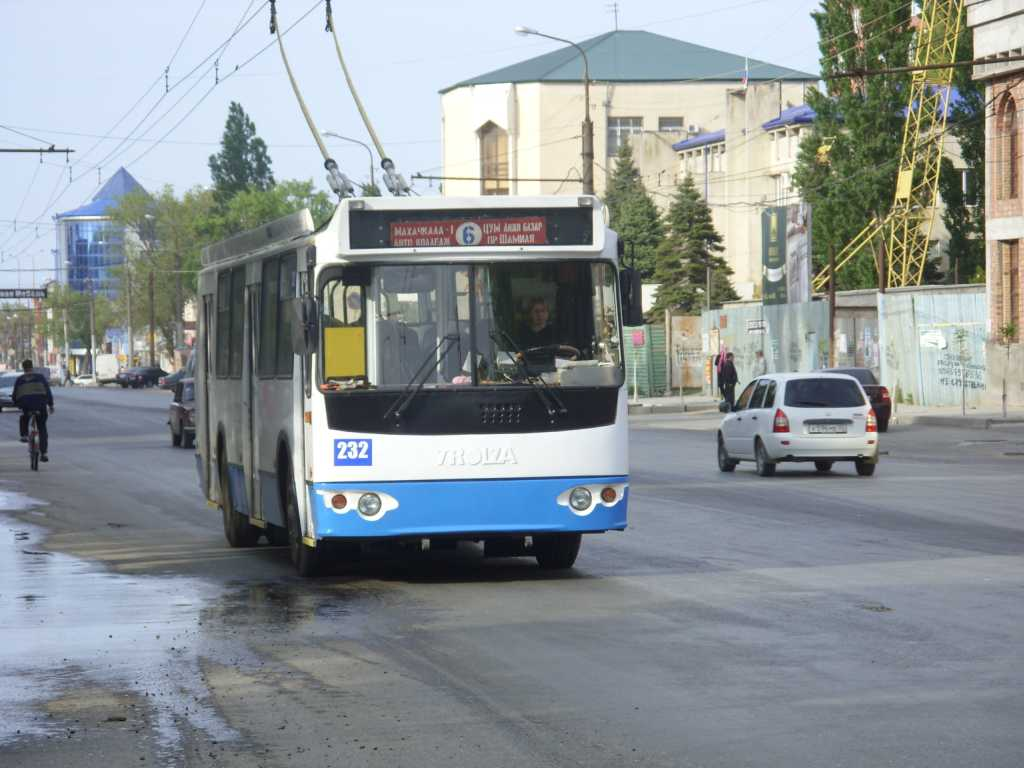
Троллейбус

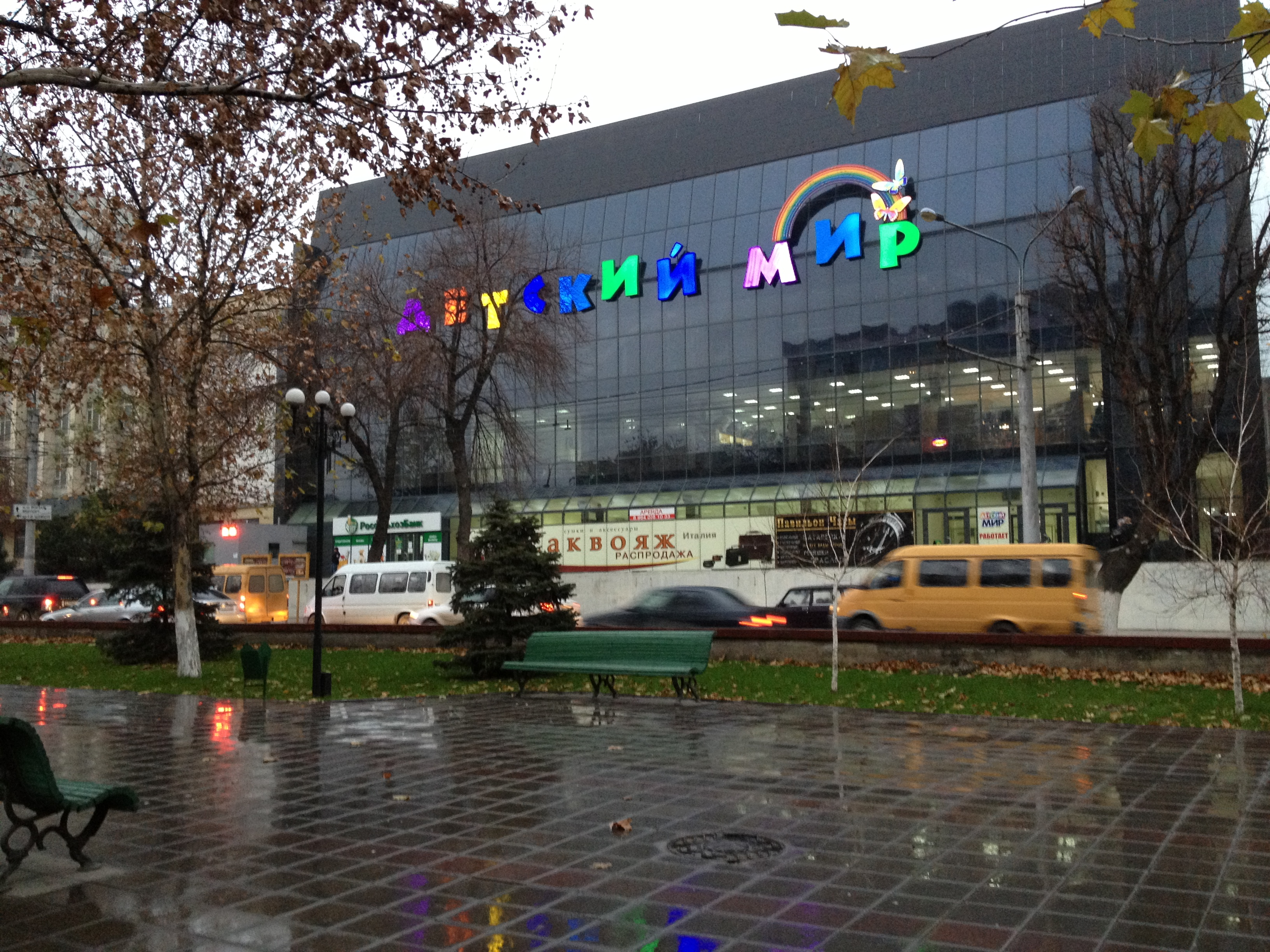
Детский мир в Махачкале

Через Махачкалу проходят следующие автомагистрали:
- Р 217 E 50 E 119 AH8 — автодорога «Кавказ»;
- Р 215 E 119 AH8 — «Р215»;
- P275 автодорога P 272.

### Общественный транспорт
Троллейбус
В городе 5 троллейбусных маршрутов. Стоимость проезда — 20 рублей, по транспортной карте — 18 рублей.
Автобусы
В настоящий момент имеются 6 регулярных маршрута. Стоимость проезда — 20 рублей.
Микроавтобусы
Самый распространённый вид транспорта, наряду с частными такси. Стоимость проезда — 27-32 рублей (в зависимости от компании-перевозчика).

### Международный аэропорт
Международный аэропорт Махачкала (Уйташ) имени дважды Героя Советского Союза Амет-Хана Султана — аэропорт федерального значения, расположенный в Карабудахкентском районе Дагестана, основной аэропорт республики.
Находится в 4,5 км от города Каспийска и в 16,2 км от ближайшего микрорайона Махачкалы.

### Морской торговый порт
Махачкалинский международный морской торговый порт в Республике Дагестан — единственный незамерзающий порт России на Каспии. Занимается перевозкой и переработкой генеральных, минерально-строительных и наливных грузов паромными и контейнерными перевозками.
Махачкалинский порт сегодня — это сухогрузная гавань, включающая в себя железнодорожный паромный и автопаромный терминал, оснащенная современным технологическим оборудованием.
Железнодорожная переправа порта — единственная в России переправа на Каспии, рассчитанная на паромы типа «Махачкала-1», «Петровск» и «Советский Дагестан». Нефтегавань порта — современный комплекс по переработке нефтепродуктов, оборудованный высокопроизводительными средствами обработки танкеров грузоподъемностью до 10000 тонн и осадкой до 10 метров. На территории, примыкающей к порту, расположена самая крупная на Северном Кавказе нефтебаза, которая соединена с магистральным нефтепроводом Баку-Новороссийск.

### Железнодорожный вокзал

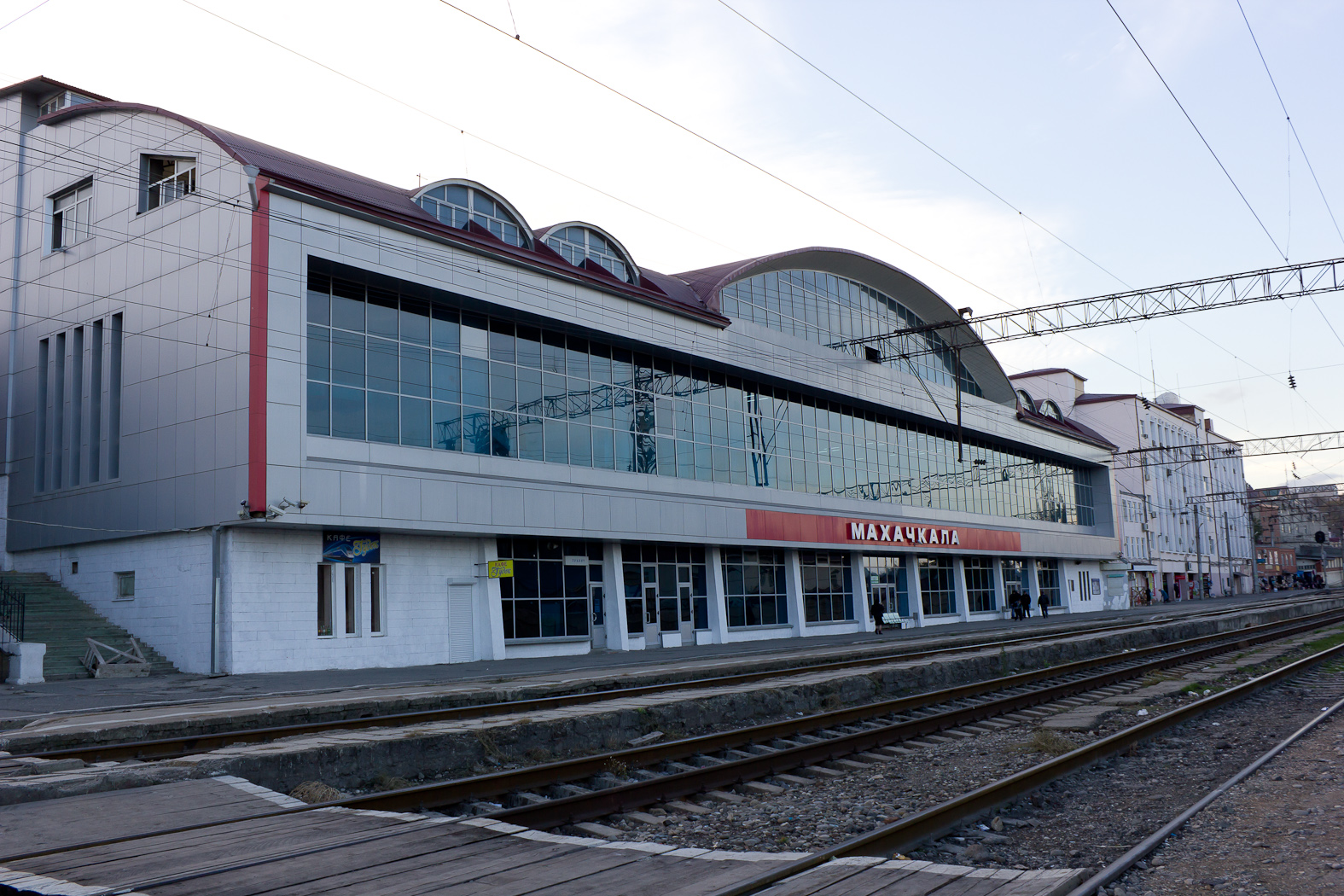
Железнодорожный вокзал Махачкала

Основная статья: Железнодорожный вокзал Махачкала
Железнодорожный вокзал Махачкала — железнодорожная станция Махачкалинского региона Северо-Кавказской железной дороги, находящаяся в городе Махачкале, столице республики Дагестан. Основная пассажирская станция города, где останавливаются все поезда дальнего следования. Станция Махачкала является конечной для всех пригородных поездов.
По станции курсируют следующие поезда дальнего сообщения:
- Махачкала — Москва;
- Махачкала — Санкт-Петербург;
- Махачкала — Тюмень;
- Москва — Баку.

Пригородные:
- Махачкала — Дербент;
- Махачкала — Хасавюрт.

### Автостанции
В Махачкале имеется две автостанции: главная — Северная и пригородная — Южная:
- от Северной курсируют маршруты по городам России, северную и центральную части Республики Дагестан;
- от Южной курсируют маршруты по южным районам Дагестана.

## Туристические центры, санатории

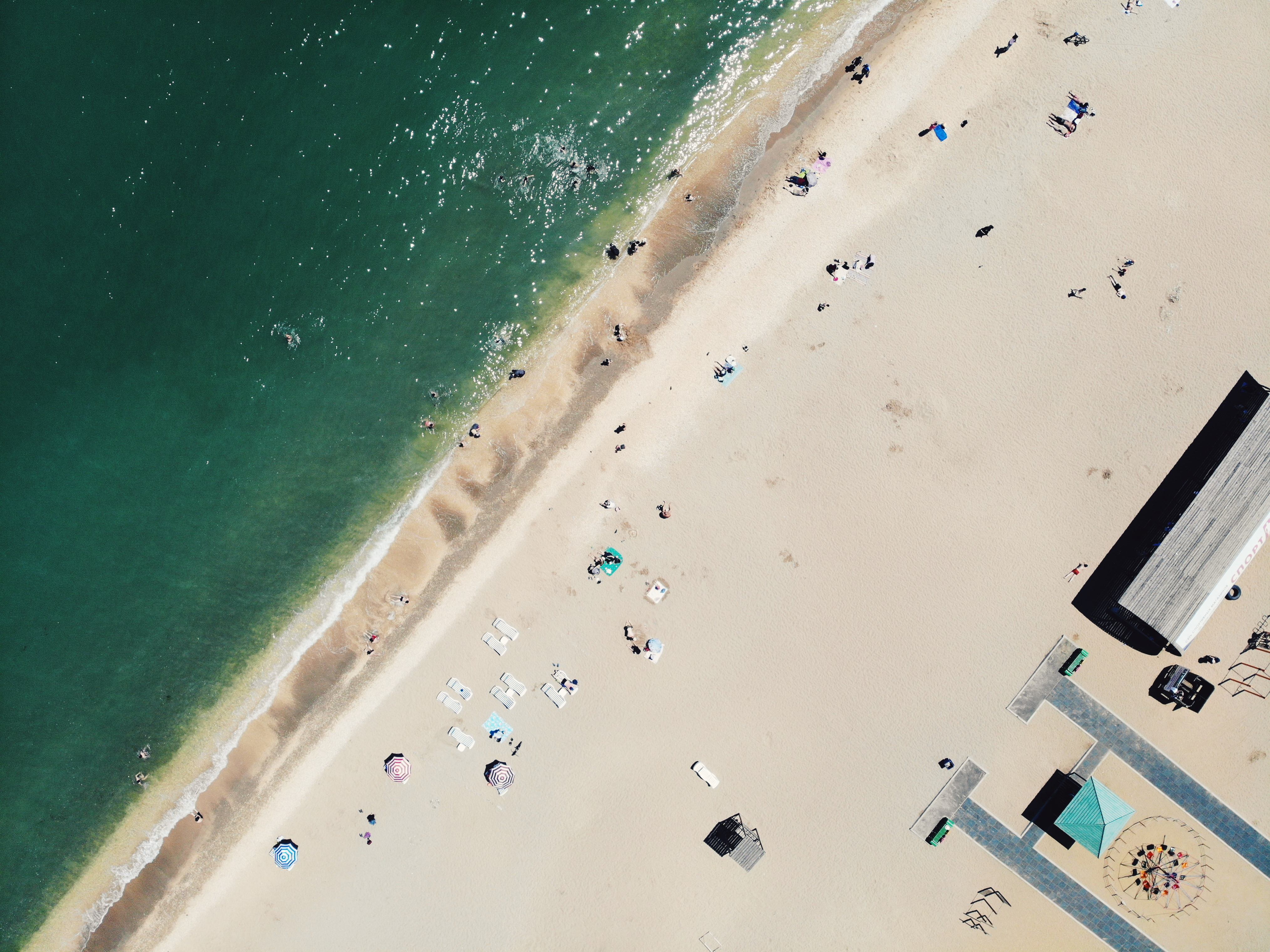
Городской пляж

Махачкала является крупным туристическим и лечебно-оздоровительным центром. Благодаря тёплому климату и благоприятной геомагнитной обстановке, вблизи Махачкалы расположилось большое количество санаториев и лечебных центров:
- санаторий «Дагестан»;
- республиканский детский туберкулёзный санаторий;
- республиканский детский санаторий «Журавлик»;
- санаторий «Тарнаир»;
- санаторий «Каспий»;
- санаторий «Талги».

## Образование и культура

### Высшие учебные заведения

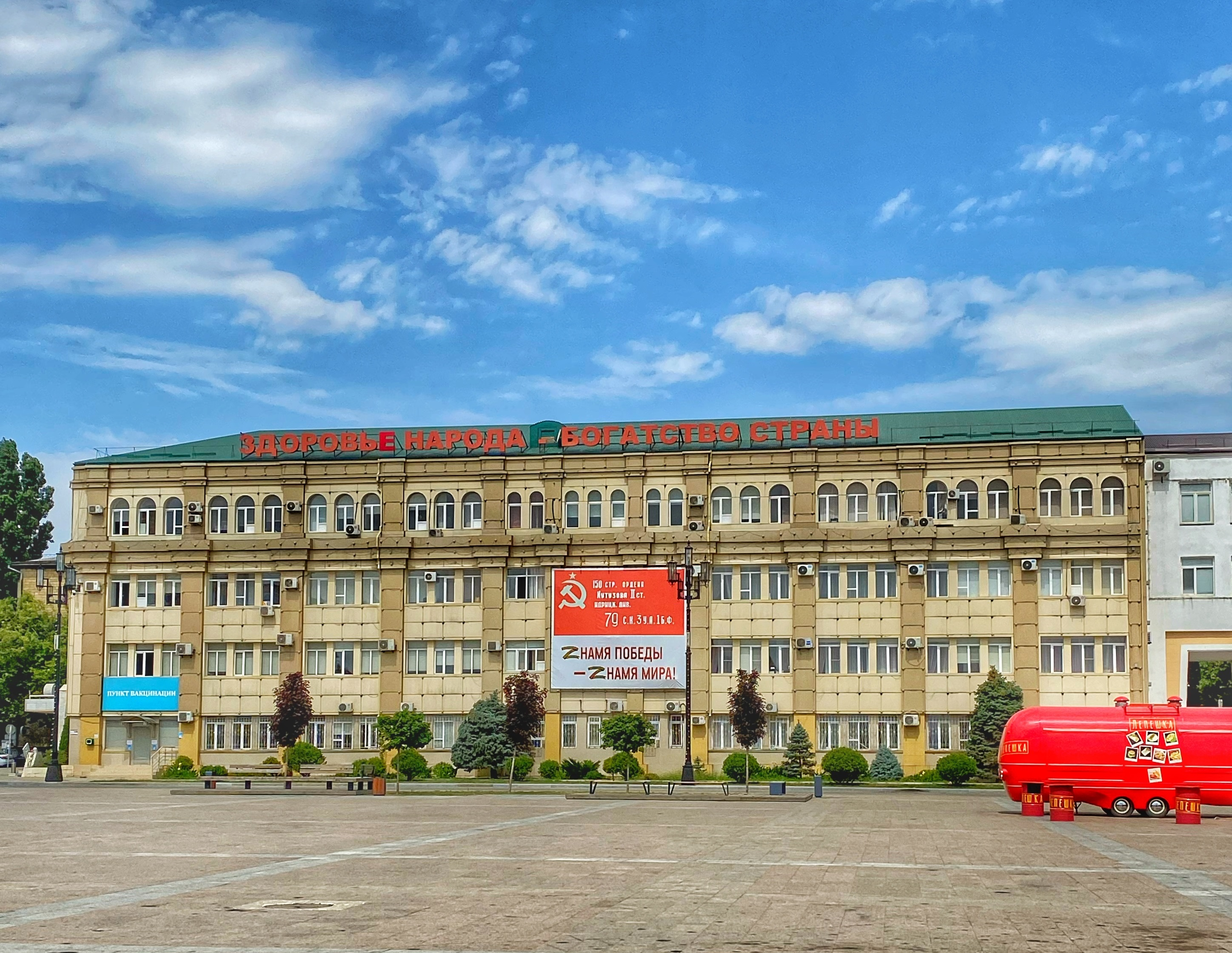
Здание ДГМУ
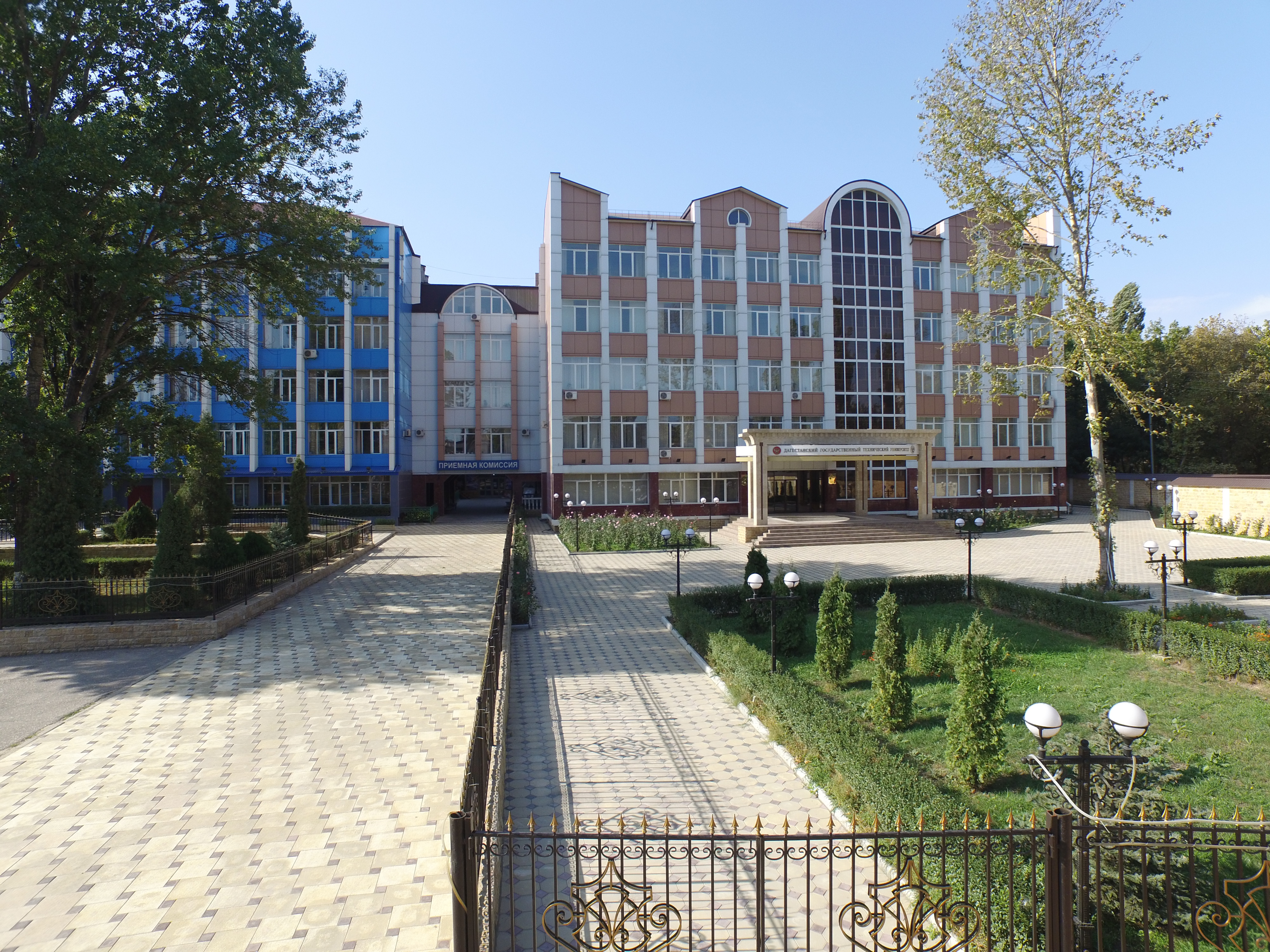
Здание ДГТУ
Здание ДГПУ
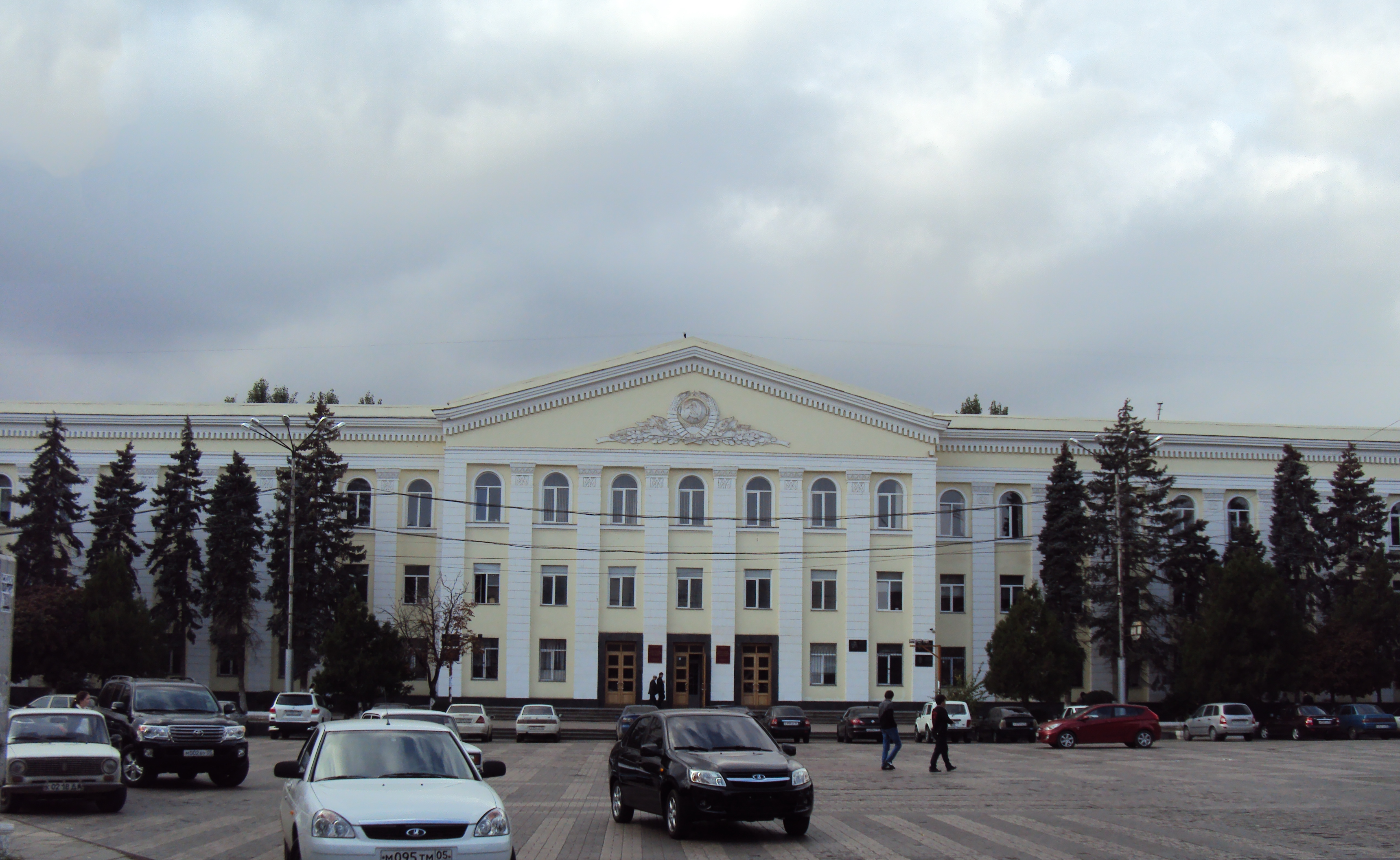
Здание ДГУ

- Дагестанский государственный университет
- Дагестанский государственный технический университет
- Дагестанский государственный аграрный университет имени М. М. Джамбулатова
- Дагестанский государственный педагогический университет
- Дагестанский государственный университет народного хозяйства
- Дагестанский государственный медицинский университет
- Дагестанский институт прикладного искусства и дизайна
- Институт теологии и международных отношений
- Исламский университет имени имама Шафии
- Гуманитарный институт «Инсан»
- Гуманитарно-педагогический колледж
- Дагестанский филиал Московского государственного института радиотехники, электроники и автоматики (технического университета)
- Дагестанский филиал Российского государственного педагогического университета имени А. И. Герцена
- Институт (филиал) Московского государственного открытого университета
- Институт (филиал) Московской государственной юридической академии
- Институт управления и бизнеса
- Кавказский институт НОУ
- Махачкалинский филиал Московского автомобильно-дорожного института
- Махачкалинский филиал Современной гуманитарной академии
- Международная академия востока
- Северо-Кавказский государственный налоговый институт — филиал Всероссийской государственной налоговой академии Минфина России
- Северо-Кавказский (г. Махачкала) филиал ГОУ ВПО «Российская правовая академия Министерства юстиции РФ»
- Филиал Московского открытого социального университета — Дагестанский региональный
- Филиал Российского государственного университета туризма и сервиса
- Филиал Ростовского государственного экономического университета РГЭУ
- Филиал Российской академии народного хозяйства и государственной службы
- Филиал университета Российской академии образования
- Филиал Южного федерального университета

### Музеи и картинные галереи

Поднос декоративный «60 лет СССР». Работа М. Магомедовой. Дагестанский музей изобразительных искусств имени П. С. Гамзатовой

- Дагестанский государственный объединённый исторический и архитектурный музей им. А. Тахо-Годи
- Дагестанский музей изобразительных искусств имени П. С. Гамзатовой
- Музей боевой славы
- Музей истории театров Дагестана
- Музей-заповедник — этнографический комплекс «Дагестанский аул»
- Музей истории города Махачкалы
- Музей истории рыбной промышленности Дагестана
- Выставочный зал Союза художников Республики Дагестан
- Музей музыкальной культуры Дагестана[111]

### Государственные театры
- Государственный республиканский русский драматический театр им. М. Горького
- Кумыкский государственный музыкально-драматический театр имени А. П. Салаватова
- Аварский музыкально-драматический театр имени Гамзата Цадасы
- Лакский Государственный музыкально-драматический театр имени Э. Капиева
- Дагестанский государственный театр кукол
- Дагестанский государственный театр оперы и балета
- Дом Дружбы
- Государственный театр песни «Джислам»
- Дагестанская государственная филармония имени Т. Мурадова

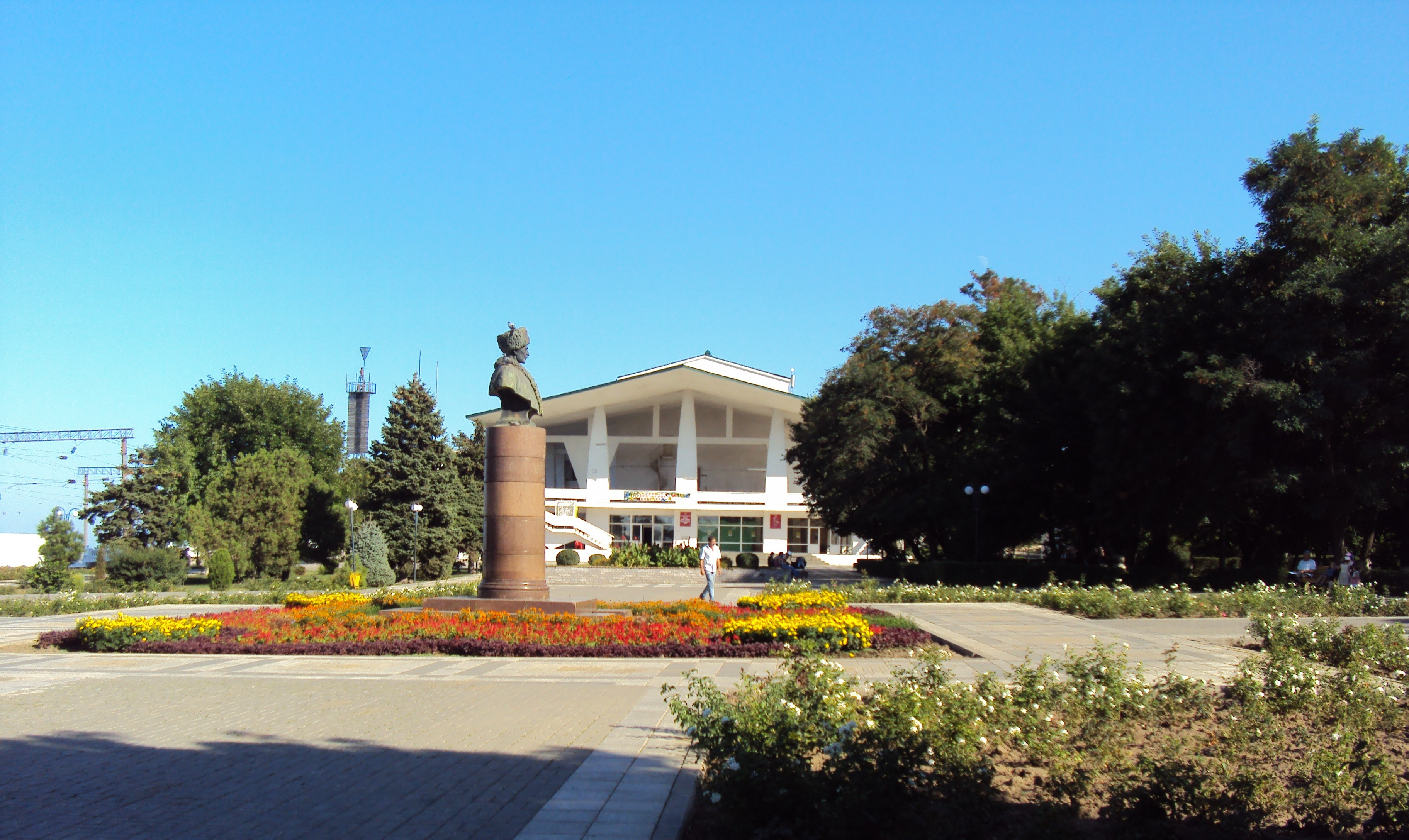
Аварский театр
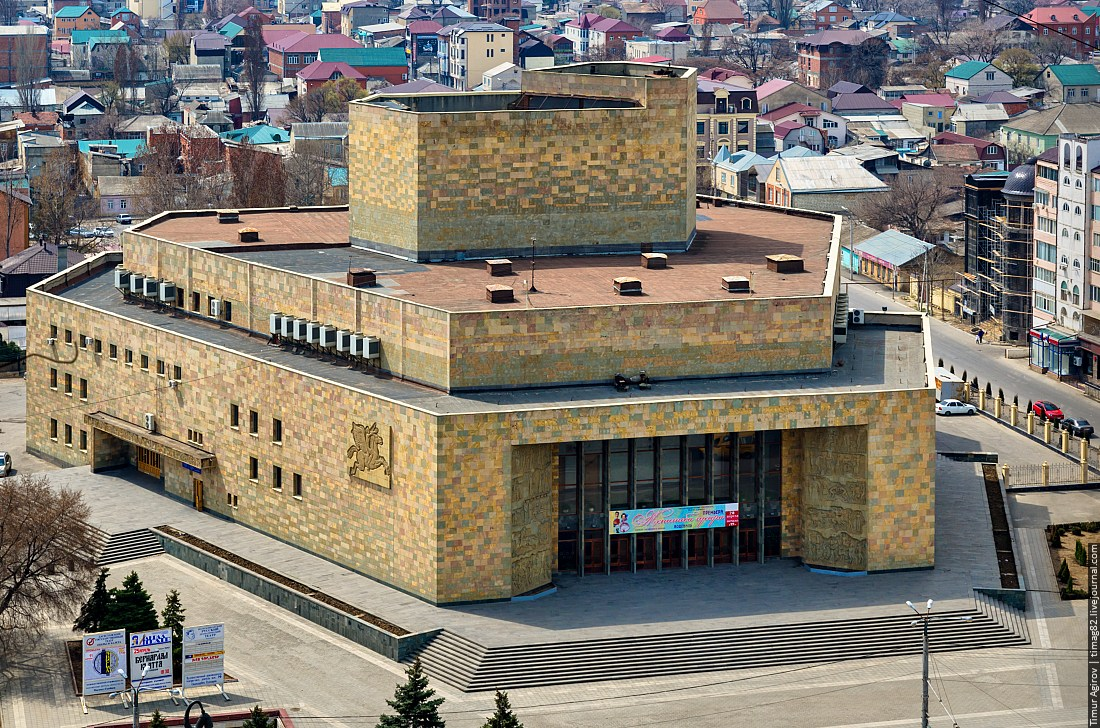
Русский театр
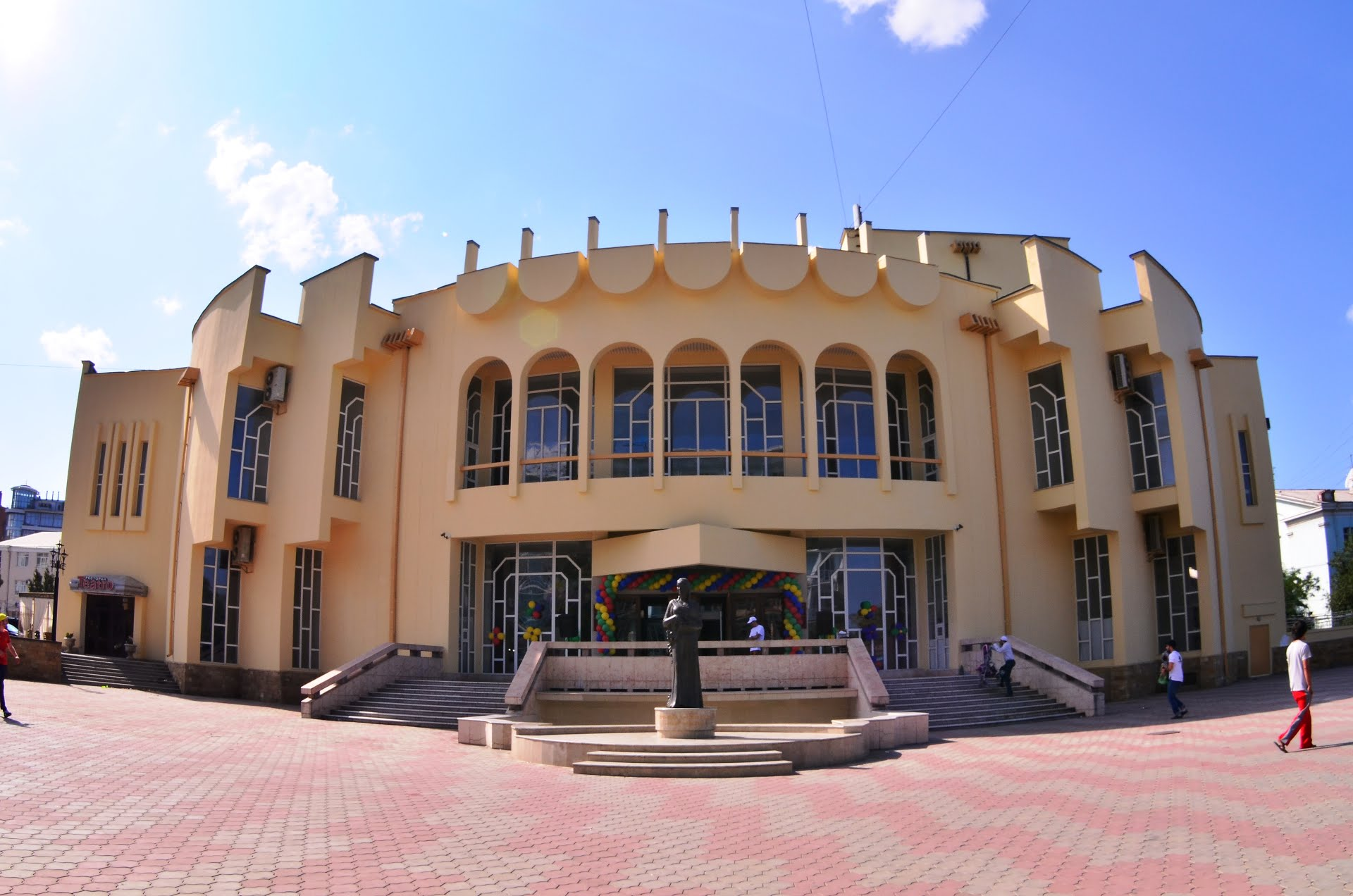
Кумыкский театр
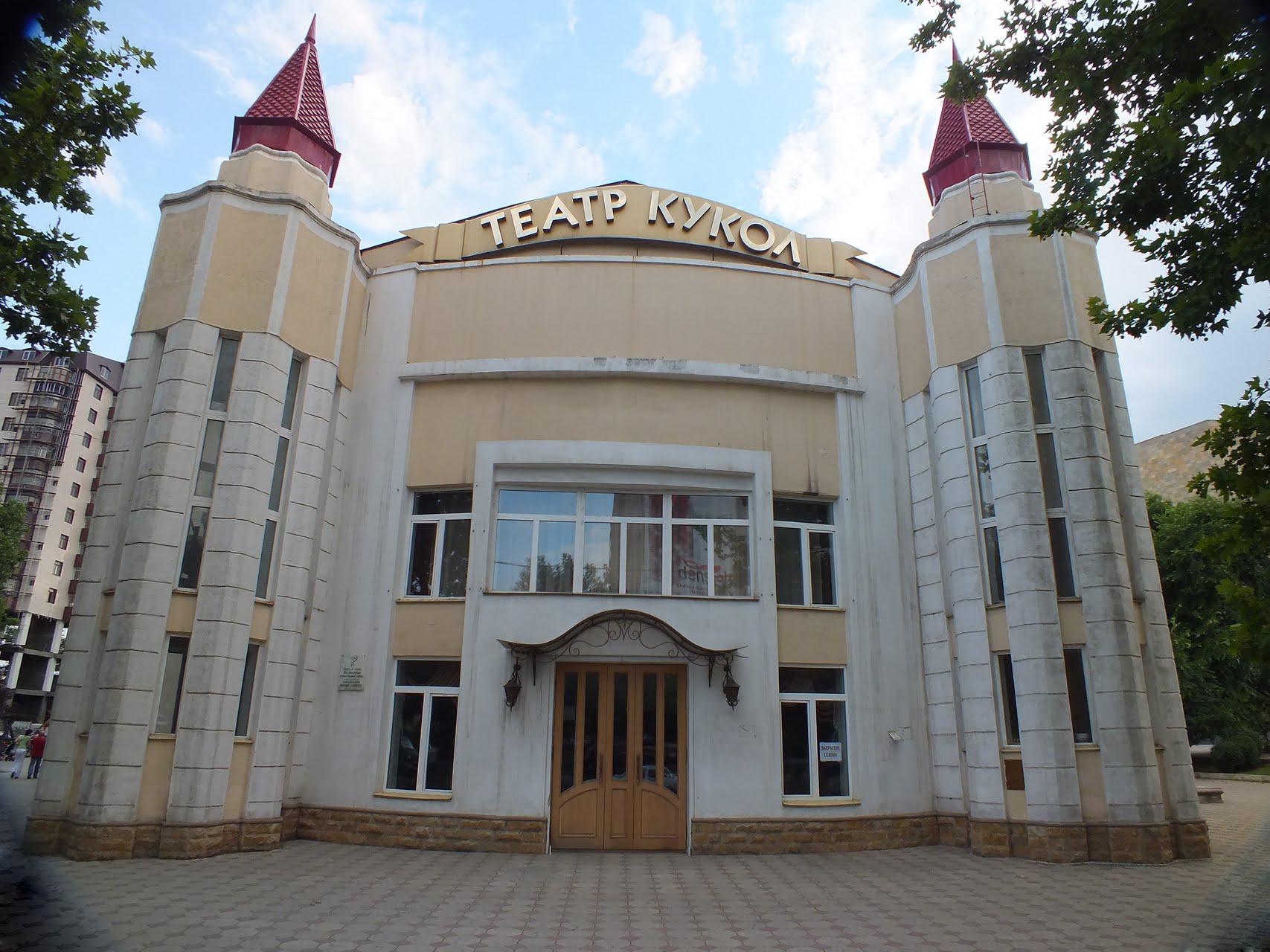
Театр кукол

### Библиотеки
- Национальная библиотека Республики Дагестан
- Республиканская юношеская библиотека (с 1997)[112].
- Республиканская детская библиотека (с 1968)[113].
- Научная библиотека ДГУ
- Фундаментальная библиотека ДГПУ
- Фундаментальная библиотека ДГТУ

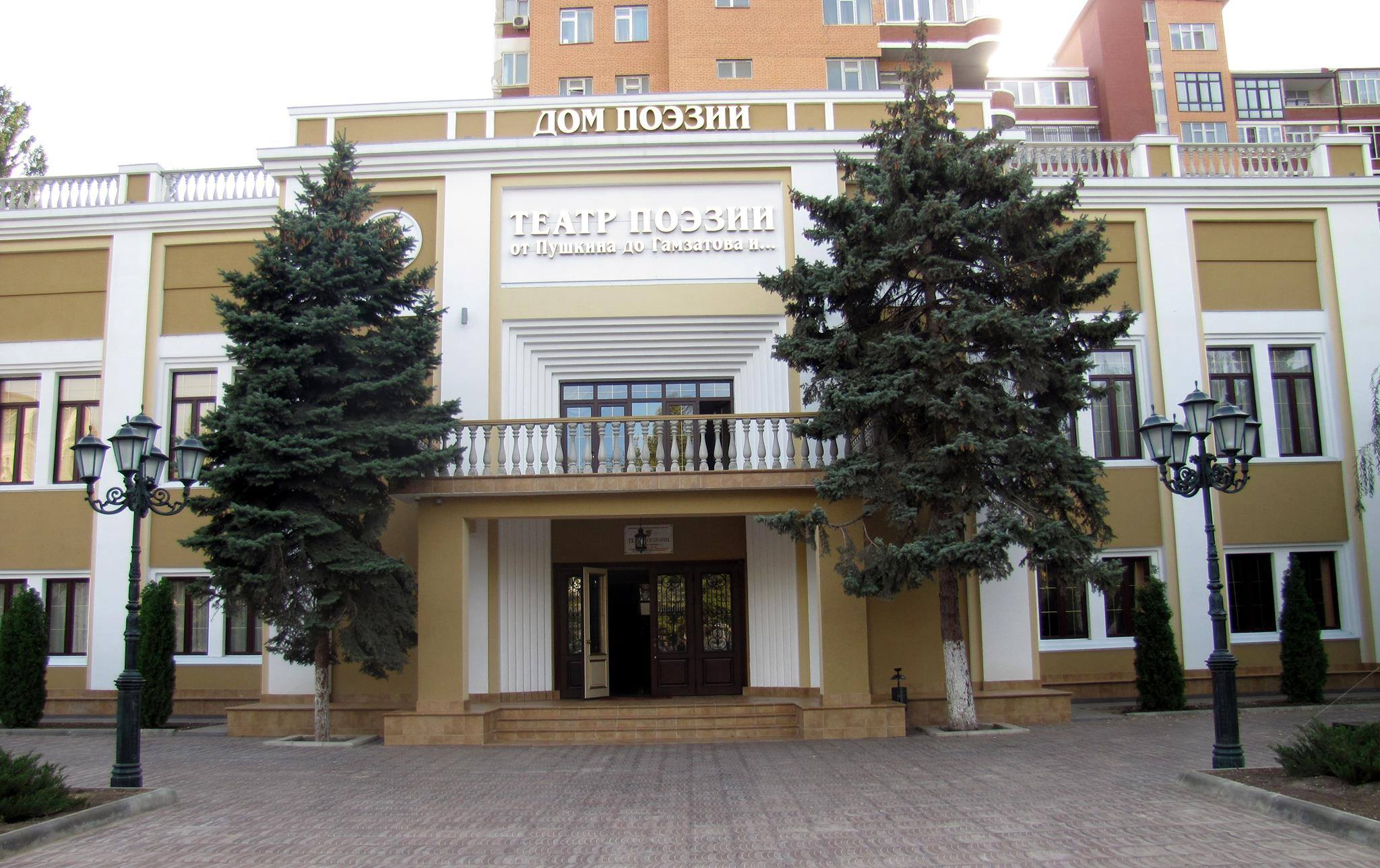
Дом Поэзии
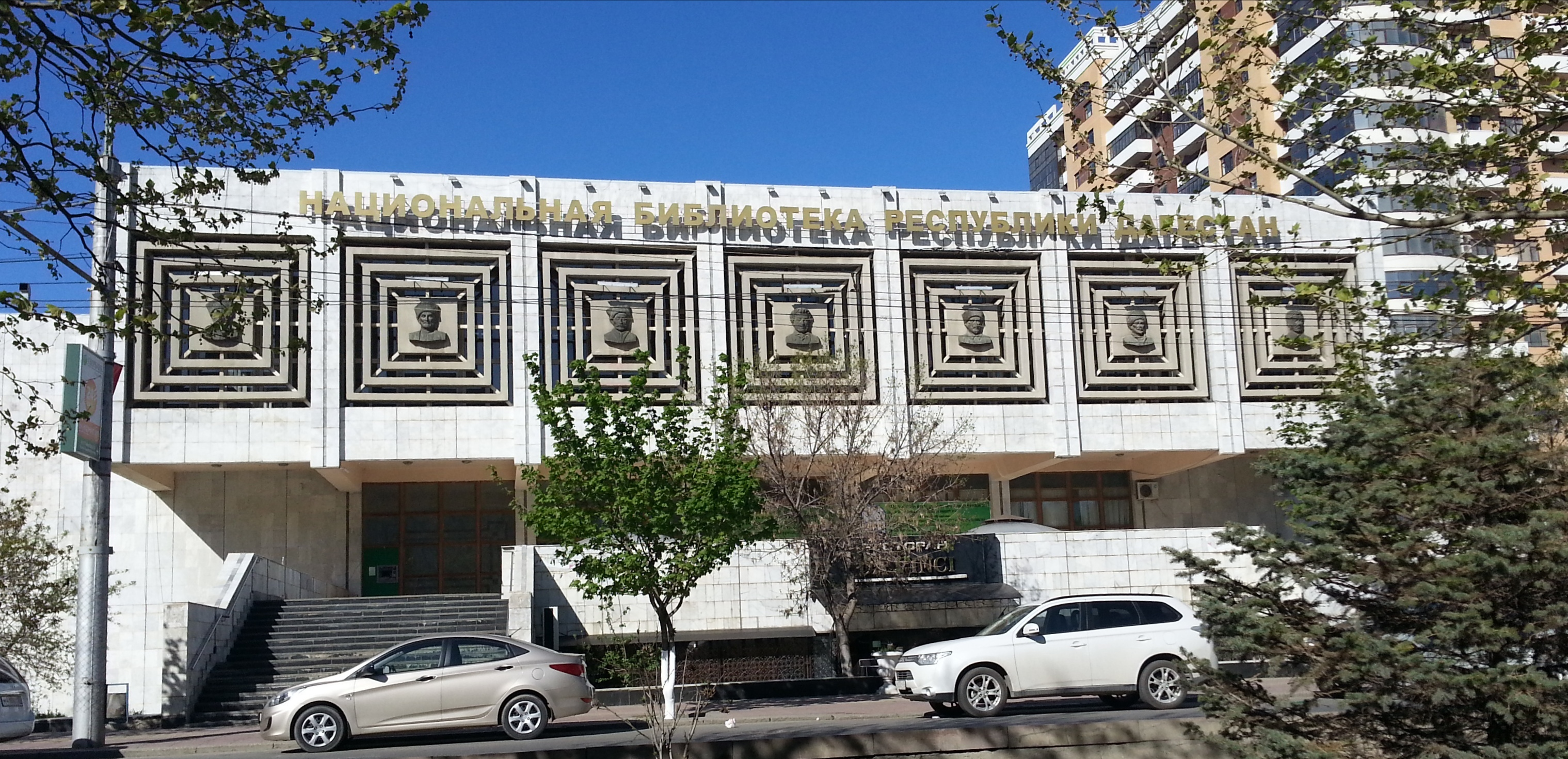
Национальная Библиотека

### Кинотеатры
- Кинотеатр «Октябрь»
- Кинотеатр «Россия»
- Кинотеатр «Синема-Холл» (бывший «Пирамида»)
- Кинотеатр «Миркато» (в одноимённом торговом центре)
- Кинотеатр «Дружба» (не действует)

### Спорт
- Футбольный клуб «Динамо» играет в Первой лиге России.
- Футбольный клуб «Легион» играет в группе 1 Второй лиги России.

### СМИ (на русском языке)
- Газеты:
  - Российская газета «Юг России»
  - «Новое Дело»
  - «Настоящее Время»
  - «Черновик»
  - «Махачкалинские Известия»
  - «Молодёжь Дагестана»
  - «Ас-Салам»
  - «Дагестанская правда»
  - «Свободная республика»

## Международная деятельность

### Членство в международных организациях
Махачкала является членом крупных организаций:
- «Объединённые города и местные власти» (ОГМВ);
- Организация Исламских столиц и городов (статус наблюдателя);
- Визовый Центр Иранской Исламской Республики.

### Города-побратимы и партнёры

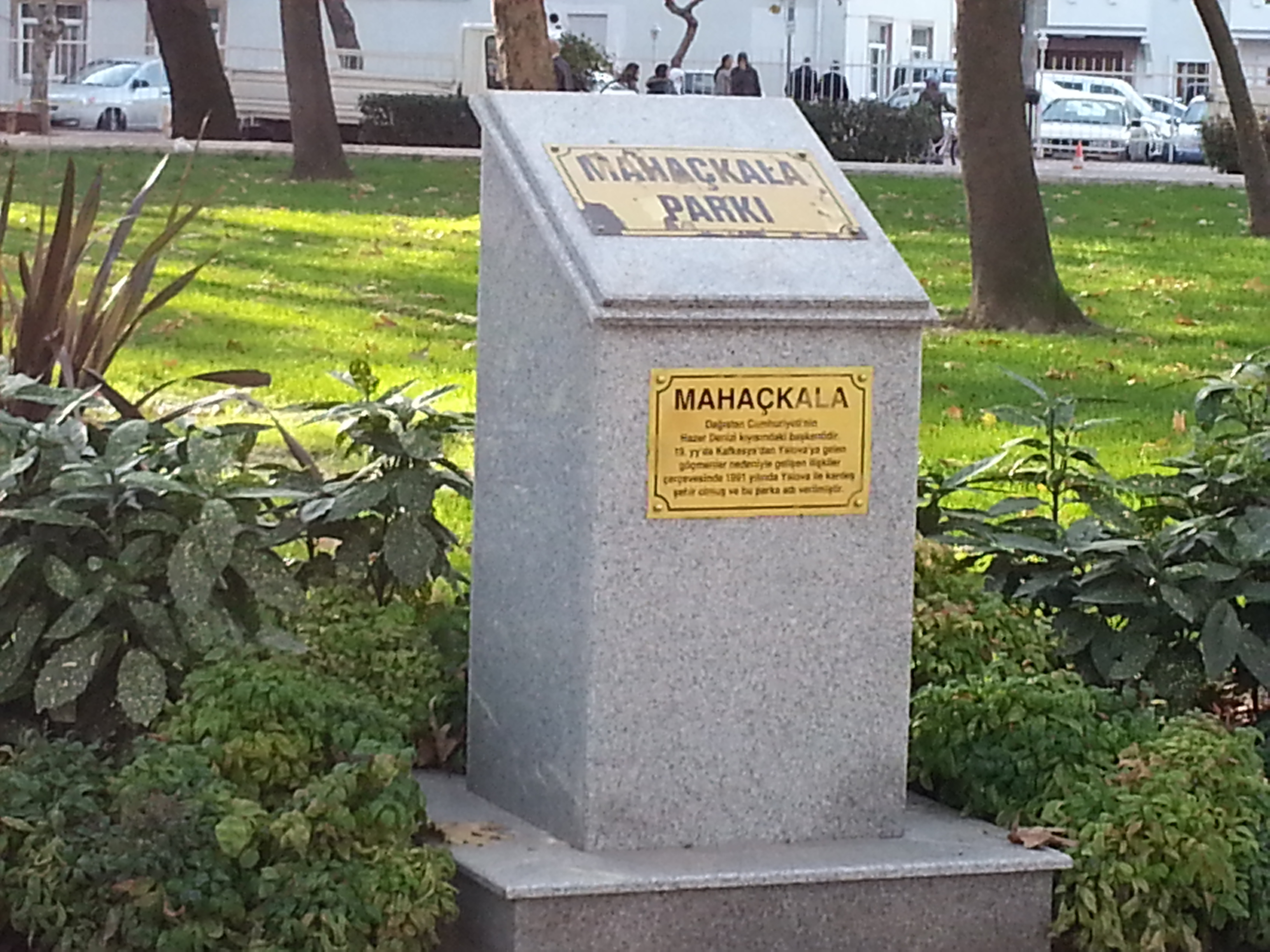
Парк «Махачкала» в турецком городе Ялова

Махачкала имеет 18 городов-побратимов и 7 партнёров.

## Религия
В городе представлены все мировые религии, кроме буддизма.

### Ислам
Подавляющее большинство населения (85 %) исповедует ислам суннитского толка. Центральная Джума-мечеть расположена на улице (Дахадаева) 136.

### Православие
1. Свято-Успенский кафедральный собор — православный храм на улице Мирзабекова, являющийся кафедральным собором Махачкалинской епархии.
2. Храм Святого равноапостольного Князя Владимира — храм Махачкалинской епархии Русской православной церкви, расположен на площади Ленина
3. Храм во имя Иверской иконы Божией Матери — на территории № 2 УФСИН России по РД в поселке Загородный.

### Иудаизм
Махачкалинская синагога — еврейская синагога на улице Ермошкина, дом 111. Центр духовной жизни еврейской общины Махачкалы.

### Другие конфессии
Также в Махачкале, на улице Громова, находится церковь адвентистов седьмого дня.

## Памятники
- 5 памятников В. И. Ленину:

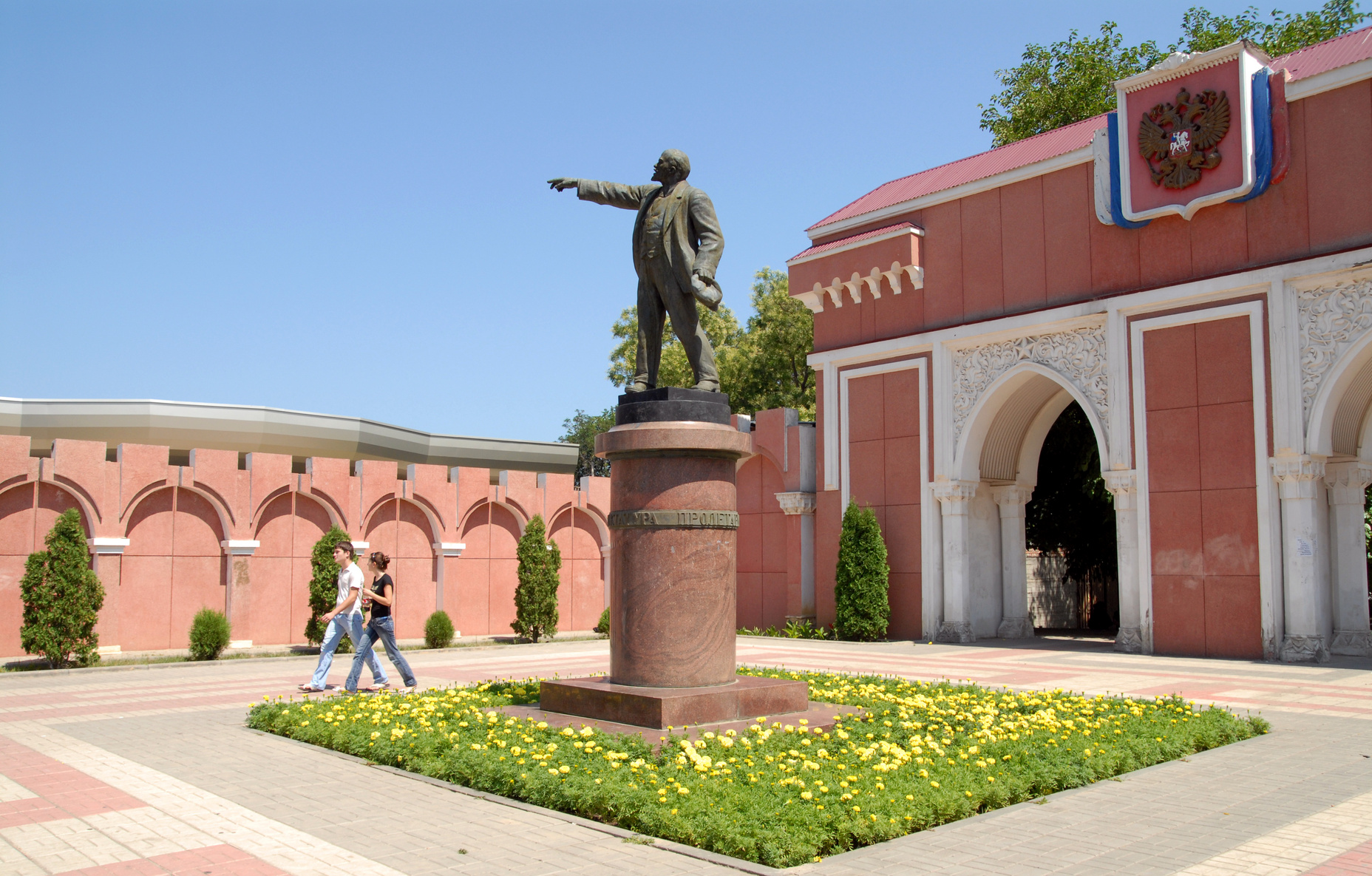
Памятник В. И. Ленину у входа в Городской сад

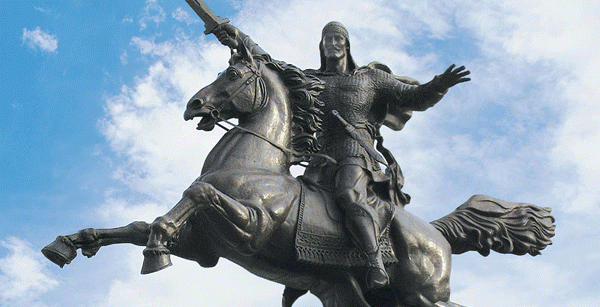
Памятник Шарвили «Защитник Отечества»

Памятник Расулу Гамзатову

- перед зданием Дагестанского государственного педагогического университета (улица Магомеда Ярагского). 28 сентября 2010 г. в 5:40 возле памятника вождю мирового пролетариата сработало самодельное взрывное устройство. В результате монумент получил повреждения, никто не пострадал;
- на площади Ленина;
- у входа в Городской сад;
- на территории бывшего Рыбоконсервного комбината;
- на территории ДагГАУ.

- Памятник В. И. Ленину и М. Горькому (перед зданием завода «Авиаагрегат», улица Ирчи Казака).
- Памятник русской учительнице (русской интеллигенции) в парке «Ак-Гель».
- Памятник Амет-Хану Султану (кольцо в начале проспекта Амет-Хана Султана).
- Памятник Расулу Гамзатову (перед зданием Русского театра, проспект Расула Гамзатова, а также во дворе театра поэзии, проспект Расула Гамзатова).
- Памятник Музе (проспект Расула Гамзатова).
- Памятник Али Алиеву (парк Ленинского Комсомола и на улице Магомеда Ярагского у министерства по физической культуре и спорту).
- Памятник борцам за Советскую власть в Дагестане (сквер Борцов революции).
- Памятник «Защитник Отечества» (кольцо на пересечении улицы Хаджи Булача и трассы Махачкала-Аэропорт).
- Памятник Гамзату Цадасе (площадь Ленина).
- Памятник Абуталибу Гафурову (сквер им. Фазу Алиевой).
- Памятник Фазу Алиевой (сквер им. Фазу Алиевой).
- Памятник павшим воинам (перед Медицинской академией).
- Памятник Барият Мурадовой (перед зданием Кумыкского театра).
- Памятник Воину-освободителю (парк Ленинского Комсомола).
- Памятник «Ликвидаторам ЧАЭС» (Стык на границе Родопского бульвара и Городского сада).
- Стела Борцам за установление Советской власти в Дагестане (парк 50-летия Октября).
- Мемориал погибшим при исполнении служебного долга милиционерам (проспект Расула Гамзатова).
- Памятник Петру I (площадь Петра I).
- Памятник М. В. Ломоносову (на территории Технического университета, проспект Имама Шамиля).
- Памятник С. М. Кирову (сквер Кирова).
- Памятник С. Стальскому (бульвар имени Сулеймана Стальского).
- Памятник М. Гаджиеву (три памятника: на территории завода им. Гаджиева, в Порт-Петровском тупике, на улице Магомета Гаджиева).
- Памятник А. С. Пушкину (перед зданием театра Поэзии, проспект Расула Гамзатова).
- Памятник Л. Н. Толстому и Хаджи-Мураду (угол улиц Толстого и Магомета Гаджиева).
- Памятник Ирчи Казаку (угол улиц Магомеда Ярагского и Ирчи Казака)[120].
- Памятник Махачу Дахадаеву (Привокзальная площадь). Открыт в 1971 году[121].
- Памятник Имаму Шамилю (проспект Имама Шамиля).
- Памятник медикам, погибшим в борьбе с COVID-19, на территории Дагестанского государственного медицинского университета[122].

Памятник С.М. Кирову
Памятник Л.Н. Толстому
Памятник Сулейману Стальскому